# Liberalismus

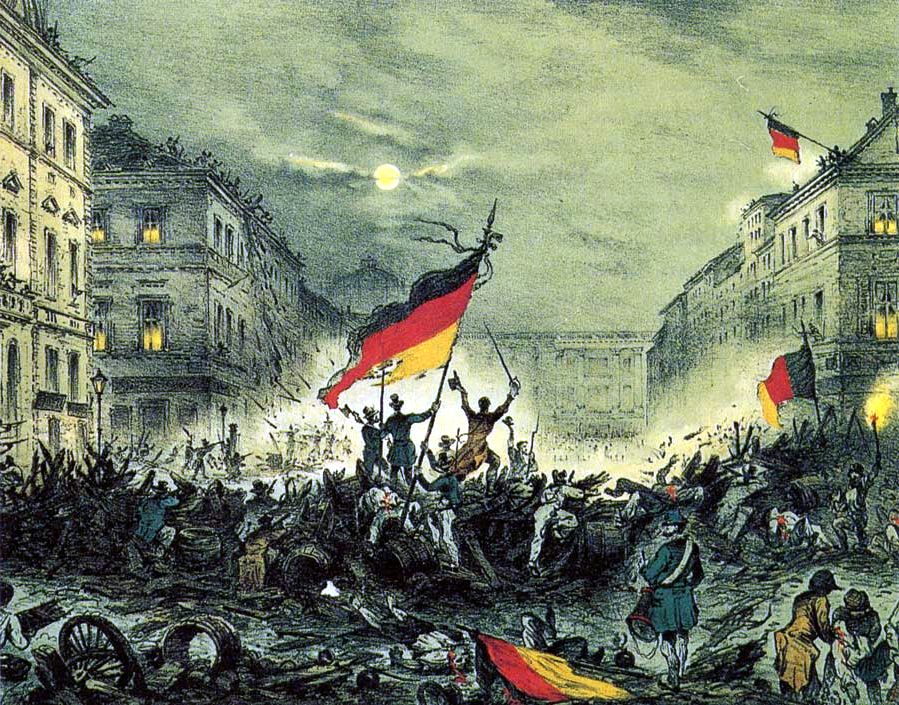
Barrikadenszene während der Märzrevolution: zentrales Ereignis des deutschen Liberalismus

Der Liberalismus (lateinisch liber, libera, liberum ‚frei‘; liberalis „die Freiheit betreffend, freiheitlich“) ist eine Grundposition der politischen Philosophie und eine historische und aktuelle Bewegung, die eine freiheitliche politische, ökonomische und soziale Ordnung anstrebt. Aus liberalen Bürgerbewegungen gingen in vielen Ländern erstmals Nationalstaaten und Demokratien hervor. Die Amerikanische Revolution, die Französische Revolution und die deutsche Revolution 1848/49 sind zum Teil konkrete Folgen liberaler Überlegungen auf politischer Ebene.
Der Liberalismus befürwortet eine Gesellschaft, die auf der Freiheit des Einzelnen, der Wahrung des Rechts, Pluralismus und freiem Gedankenaustausch basiert. Die freie Äußerung aller Ideen und Interessen ermöglicht es einer Gesellschaft, dass sich die besten Ideen durchsetzen. Im wirtschaftlichen Bereich befürwortet der Liberalismus Eigeninitiative, den freien Wettbewerb und die damit verbundene Marktwirtschaft. Im politischen Bereich wird ein Staat gefordert, der Gesetze durch freie Debatten verabschiedet und durch gegenseitige Gewaltenteilung geregelt ist. Das bedeutet im Idealfall einen demokratischen Rechtsstaat, in dem Minderheiten bis hin zur kleinsten Einheit, dem Individuum, respektiert werden. Der Staat ist der Garant für die Rechtsordnung und muss für sein Handeln Rechenschaft ablegen. Er akzeptiert gesellschaftlichen Pluralismus und sozialen Wandel.
Liberale Philosophen berufen sich auf das Erbe des antiken und des mittelalterlichen Denkens. Der klassische Liberalismus entwickelte sich im 17. und 18. Jahrhundert um bestimmte Denker, darunter Locke, Montesquieu und Immanuel Kant. Heute zählt er neben dem Konservatismus und dem Sozialismus zu den drei großen politischen Weltanschauungen.

## Definition
Der Liberalismus ist eine Denkrichtung der politischen Philosophie, die sich für die Verteidigung individueller menschlicher Rechte, wie der Gleichheit vor dem Gesetz, Freiheit, Sicherheit und Eigentum einsetzt und auf der individuellen und freiwilligen Kooperation von Menschen basiert. Immanuel Kant fügt dieser Definition einen wichtigen Aspekt hinzu, nämlich dass der höchste ethische und rechtliche Wert in einem Rechtsstaat die Menschenwürde ist. Der Mensch ist autonom und daher frei zu handeln und seine eigenen Ziele zu wählen.
Das europäische liberale Denken basiert wesentlich auf den Prinzipien der moralischen Verantwortung und des freien Willens und steht im Gegensatz zu materialistischen Lehren wie dem Marxismus, Utilitarismus, Hedonismus, Reduktionismus, Szientismus, Biologismus und Posthumanismus. Die im Anschluss an Immanuel Kant entwickelte spiritualistische und idealistische Auffassung des Liberalismus ist vor allem in Kontinentaleuropa einflussreich.
Vom europäischen Liberalismus ist der angelsächsische Liberalismus zu unterscheiden. Dessen Ahnherren sind Hobbes und Locke, sowie Jeremy Bentham und John Stuart Mill. Mit dem angelsächsischen Liberalismus sind der Pragmatismus, der Utilitarismus und empirische Rationalismus kaum trennbar verbunden. Strenge Moralität und karitative Solidarität gelten dem Liberalen dagegen als Privatsache; sie sind in den USA vielfach mit den Religionen und den örtlichen Kirchen verbunden. Insofern ergänzt der private Kommunitarismus den öffentlichen Liberalismus. Liberalismus bedeutet vor allem in den USA: „Pragmatische Freiheit von und zu: Herrschaft und Dogmen, Religion und Moral, Gesellschaft und Gesetzen“. Der Freie heiligt den Vertrag, auch als Gesellschaftsvertrag, unter Gleichen (Peers). Checks and Balances, also der Machtausgleich, bildet die Machtethik dieses Liberalismus.
Der Liberalismus steht politisch im Gegensatz zum Totalitarismus und gilt als Voraussetzung für eine moderne, pluralistische Demokratie. Bis in die Gegenwart betrachten sich auch Vertreter von nicht explizit liberalen Parteien als Liberale im Sinne der aufklärerischen Definition des Liberalismus. Der Liberalismus begründete eine Rechtfertigung dafür, sich von alten Lehren zu befreien, die sich für die Unfreiheit und rechtliche Ungleichheit des Menschen aussprachen. Beispiele solcher Lehren sind der Feudalismus, weil er den Menschen an einen Lehnsherren band, und der Absolutismus, der politische Macht nur dem König zugestand. Im Unterschied zum Anarchismus lehnt der Liberalismus den Staat nicht ab, sondern sieht in ihm den Garanten für Freiheit und Eigentum.

## Grundlagen

### Naturrecht

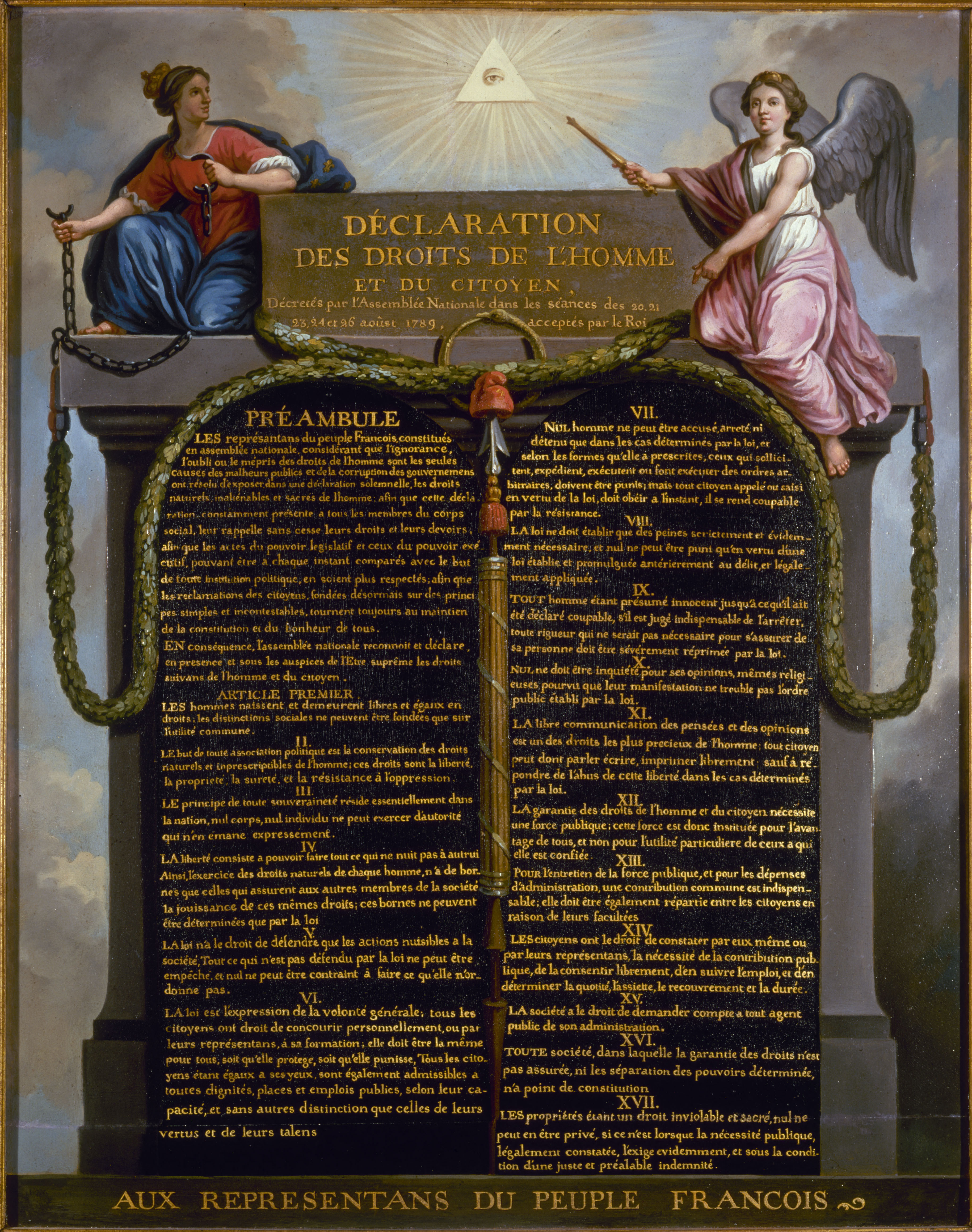
Die Erklärung der Menschen- und Bürgerrechte von 1789 sind eine positive Kodifizierung des Naturrechts.

Die Grundlage des liberalen Denkens beruht auf dem Recht und insbesondere auf dem Naturrecht. Nach dieser Denkschule verfügt jeder Mensch über grundlegende und unveräußerliche Rechte, die sich aus seiner bloßen Existenz ergeben und der menschlichen Natur innewohnen, unabhängig von den sozialen Strukturen, in die er eingebunden ist. Bei diesen Rechten handelt es sich etwa um das Recht auf freie Meinungsäußerung, die Bewegungsfreiheit, das Recht auf Privateigentum, die Versammlungsfreiheit und die freie Berufswahl. Aus dem Recht auf Leben ergeben sich das Recht auf legitime Verteidigung gegen jede Aggression, das Recht auf Sicherheit und das Widerstandsrecht. Diese Rechte sind universell. Sie gelten für alle Menschen zu jeder Zeit und an jedem Ort und begründen die Gleichheit vor dem Gesetz.
Naturrecht unterscheidet sich vom positiven Recht dadurch, dass seine Ausübung keine Auswirkungen auf das Handeln anderer Menschen hat und nicht auf einer gesetzlichen Definition beruht. Allerdings argumentieren Liberale, dass das Naturrecht dem positiven Recht vorausgeht. Der französische liberale Ökonom Frederic Bastiat formulierte: „Weil Persönlichkeit, Freiheit und Eigentum vorherbestehen, erlassen die Menschen Gesetze.“
Die liberale Theorie der Naturrechte wurde größtenteils von John Locke und dann insbesondere von Immanuel Kant entwickelt. Aus dieser Theorie erwuchs die moderne Konzeption der Menschenrechte, die historisch gesehen einen wichtigen Teil der ideologischen Rechtfertigung der Amerikanischen Revolution, der Französischen Revolution und der deutschen Revolution von 1848/49 lieferte.

### Freiheit

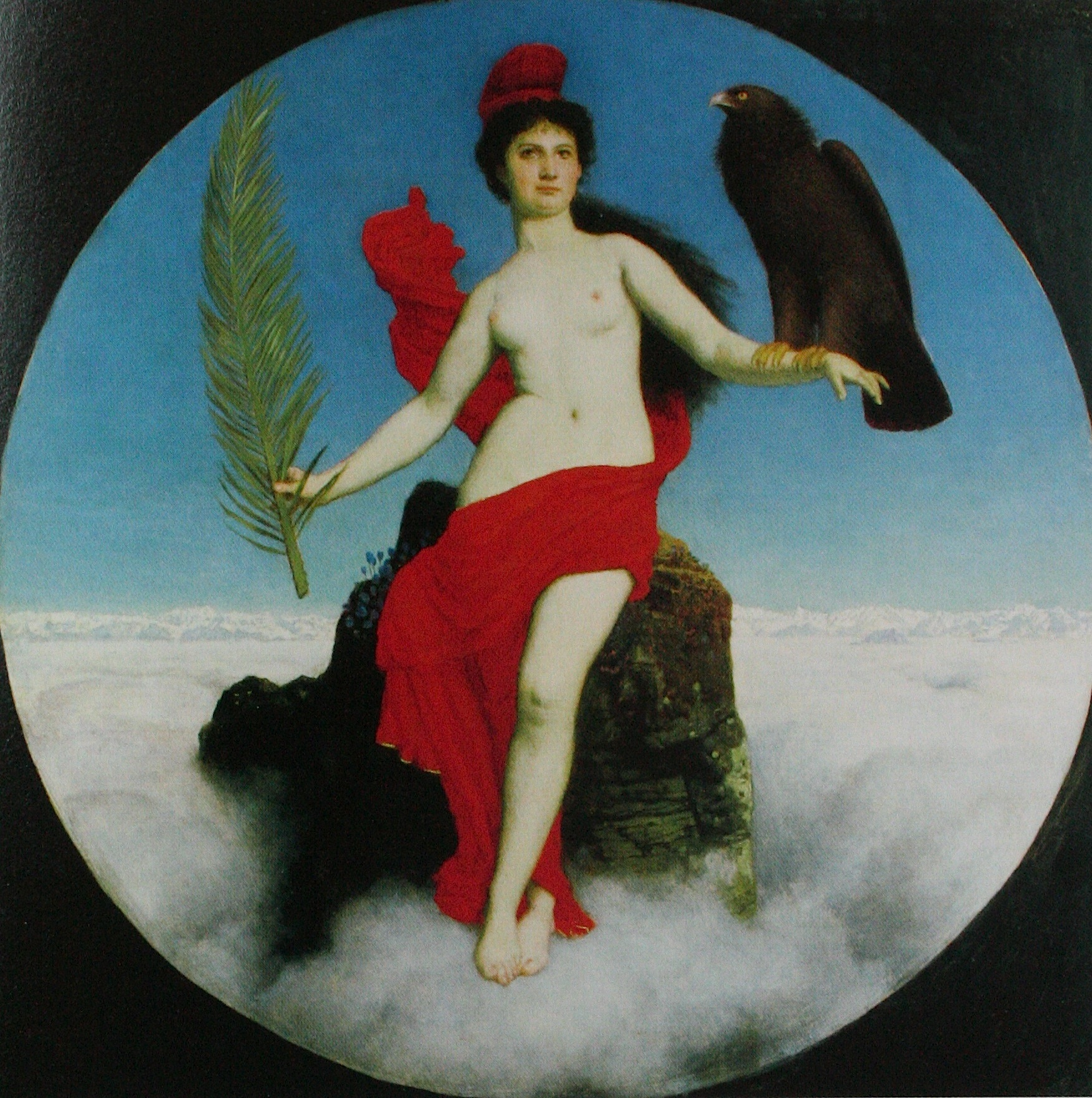
Die Freiheit – Allegorie von Arnold Böcklin (1891)

Ein mit dem Liberalismus eng verbundener Begriff ist die Freiheit.
Eine Definition der individuellen Freiheit findet sich im Artikel 4 der Erklärung der Menschen- und Bürgerrechte von 1789:
Der deutsche Philosoph Immanuel Kant gab darüber hinaus im ersten Definitivartikel seines 1795 veröffentlichten Traktats Zum ewigen Frieden eine für die Tradition des deutschen Idealismus wichtige Definition von Freiheit:

„Freiheit … ist die Befugnis, keinen äußeren Gesetzen zu gehorchen, als zu denen ich meine Beistimmung habe geben können.“

Freiheit bedeutet somit für jeden das Recht, nach eigenem Ermessen zu handeln, um mit eigenen Mitteln seine eigenen Ziele zu verfolgen, sich frei auszutauschen, sich zu versammeln und Verträge abzuschließen, sich frei zu äußern und seine Informationsquellen frei zu wählen.

### Utilitarismus
Als Alternative zur Naturrechtslehre bildet auch der Utilitarismus eine Theorie der Rechtfertigung für die Freiheit der Menschen. Als Hauptvertreter gelten dabei Jeremy Bentham und John Stuart Mill. Diesen beiden Autoren zufolge beruhen die Prinzipien des Liberalismus nicht auf der Achtung der natürlichen Rechte, deren Existenz Bentham und Mill ansonsten leugnen, sondern auf dem Beitrag der Freiheit zu unserem Glück. In der utilitaristischen Logik, deren Thesen materialistisch sind, ist eine glückliche Gesellschaft eine freie Gesellschaft, in der jeder so lebt, wie er es für richtig hält, solange es anderen nicht schadet. Allerdings wird die menschliche Freiheit als Mittel zu einem höheren Ziel angesehen: kollektives und materielles Glück. Dies ist das Prinzip der Schadensfreiheit, das J. S. Mill in seinem Werk Über die Freiheit entwickelt hat. Der Utilitarismus glaubt daher, dass liberale Gesellschaften unser Glück maximieren.
Der Utilitarismus ist besonders in angelsächsischen Ländern einflussreich, während in Kontinentaleuropa vor allem die Konzeption von Immanuel Kant vorherrschend ist.

### Politik

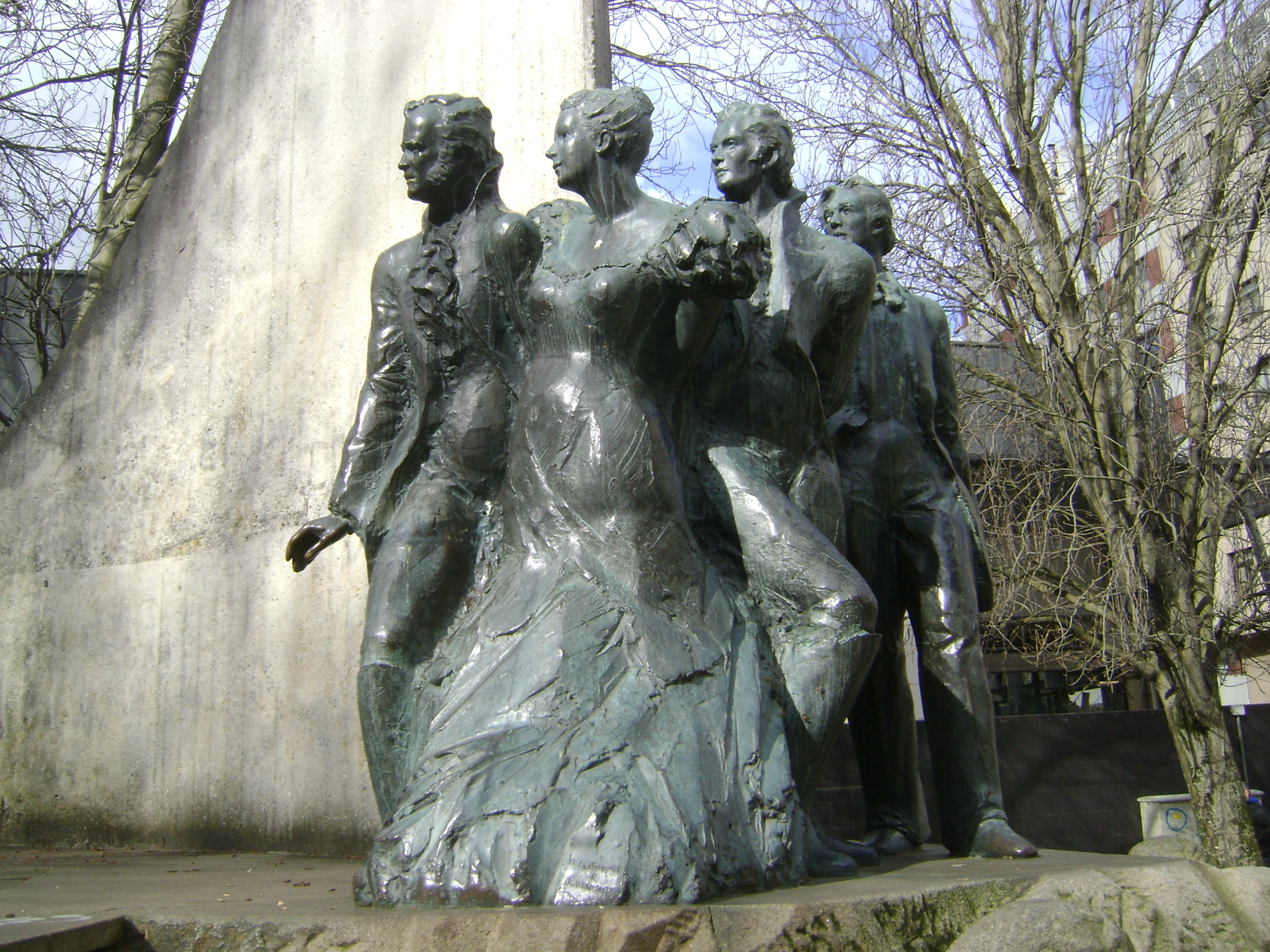
Denkmal für die Liberalen des 19. Jahrhunderts im Bezirk Agra del Orzán, A Coruña, Galizien, (Spanien).

Im Zentrum des Liberalismus als Grundposition der politischen Philosophie steht das Individuum. Die individuelle Freiheit der Person ist nach liberaler Überzeugung die Grundnorm einer jeden menschlichen Gesellschaft, auf die hin der Staat seine politische wie wirtschaftliche Ordnung ausrichten sollte. Dabei wird unter Freiheit zunächst vor allem die Abwesenheit jeglicher Gewalt und jedes Zwangs verstanden, insbesondere von staatlicher Seite. In einem engeren Sinne liberaler Positionen beschränkt sich die Rolle des Staates auf den konkreten Schutz der Freiheit der Individuen und der die Freiheit garantierenden Rechtsordnung.
Die Grenzen und möglichen Formen staatlichen Handelns sind Gegenstand einer Debatte innerhalb des Liberalismus, besonders die Verwaltung und das Recht betreffend. Die meisten Liberalen halten staatliches Handeln zum Schutz der individuellen Freiheiten im Rahmen seiner souveränen Funktionen für notwendig, und viele von ihnen, wie Adam Smith, Raymond Aron, Karl Popper oder Benedetto Croce, akzeptieren oder empfehlen sogar Eingriffe in die Wirtschaft, insbesondere im Hinblick auf Kontrolle und Regulierung. Im Gegensatz dazu sprechen Libertäre mit anarchokapitalistischen Tendenzen dem Staat jegliche Legitimität zu Eingriffen in Gesellschaft und Wirtschaft ab.

### Ethik
Die liberale Ethik lässt sich in einem einzigen Grundsatz zusammenfassen: „Du sollst die natürlichen Rechte eines anderen Menschen nicht verletzen.“ Es lässt jedem die Freiheit, seine eigenen Ziele und Mittel zu wählen, sofern sie andere nicht daran hindern, dasselbe zu tun.
Umgekehrt implizieren diese Rechte Pflichten, die den Kern einer anspruchsvollen Ethik bilden. Diese wurde etwa von Kant in seiner Kritik der praktischen Vernunft entwickelt. Sie implizieren im Namen der Menschenwürde das Verbot jeglicher Aggression gegen die Integrität der Person, von Mord, Diebstahl und Sklaverei in allen ihren Formen sowie jeder Form von Diktatur. Sie fordern Toleranz gegenüber den Ideen, Überzeugungen und Handlungen anderer.
Darüber hinaus schreibt der Liberalismus kein bestimmtes Verhalten auf individueller Ebene vor. Er betrachtet Religionen als außerhalb seines Bereichs. Im Allgemeinen beschränkt es sich darauf, die Anwendung von Zwang in religiösen, politischen und wirtschaftlichen Angelegenheiten zu verbieten. Der Begriff der Verantwortung, der untrennbar mit Freiheit und Eigentum verbunden ist, geht davon aus, dass jeder Mensch die Folgen seines Handelns, ob gut oder schlecht, in seiner Seele und seinem Gewissen tragen muss. Moralisches Gewissen ist daher die Bedingung der Freiheit und Vervollkommnungsfähigkeit des Menschen: Wenn Moral relativ oder nicht existent wäre, könnten andere zu Recht die Herren unserer Handlungen werden, uns ihre Ansichten aufzwingen und dadurch unsere Freiheit einschränken – ähnlich wie Eltern gegenüber ihrem Kind. Liberalismus ist daher keine Anomie oder Amoralismus, verstanden als das Fehlen von Normen, sondern eine genuin ethische Position.

## Geschichte

### Vorläufer – Von der Antike bis zur Renaissance
Die Vorläufer des Liberalismus lassen sich von der Zeit der griechischen Antike und der Renaissance zurückverfolgen. Leo Strauss ist etwa der Ansicht, dass der moderne Liberalismus seine Wurzeln im antiken philosophischen Denken hat. Sokrates sei der erste Philosoph gewesen, der offiziell liberale Ideen formulierte.
Bedeutende Wegbereiter im Mittelalter sind etwa die englische Magna Carta, welche grundlegende Rechte gegenüber dem Souverän einführen, wie etwa das Recht auf Habeas Corpus, welches vor unrechtmäßiger Verhaftung schützt. Darüber hinaus formuliert Thomas von Aquin eine wichtige Doktrin des Naturrechts, welche bestimmte politische Überlegungen von Aristoteles über Freiheit und Gerechtigkeit wiederaufnimmt.
Die der Spätscholastik zuzurechnende Schule von Salamanca lässt den Liberalismus erahnen, da sie den staatlichen Souverän moralisch verpflichtet, die Grundrechte jedes Menschen zu respektieren, da er ein als Geschöpf Gottes ist, das ausgestattet ist mit Vernunft. Ab dem 16. Jahrhundert formulierten die Philosophen dieser Schule den von Aristoteles, den Stoikern, Cicero und Thomas von Aquin übernommenen Begriff des Naturrechts neu und leiteten daraus die Prinzipien der Souveränität des Volkes und der Gewaltenteilung ab. In wirtschaftlichen Fragen rechtfertigen sie das Privateigentum, den freien Personen- und Warenverkehr und verteidigen den freien Markt.
Der Humanismus der Renaissance veränderte die Beziehung des Menschen zu Schöpfung, Macht, Bildung oder Religion radikal. Das Gleiche gilt für den Protestantismus, der der göttlichen Vorsehung den freien Willen entgegensetzt. Die Treue zur Traditionsordnung wird durch die Reformation zugunsten der Vernunft des aufgeklärten Einzelnen in Frage gestellt. Religion wird damit zur Privatsache, was ihren Niedergang in der politischen Ordnung des Abendlands befördert.

### Klassischer Liberalismus des 17. und 18. Jhds.

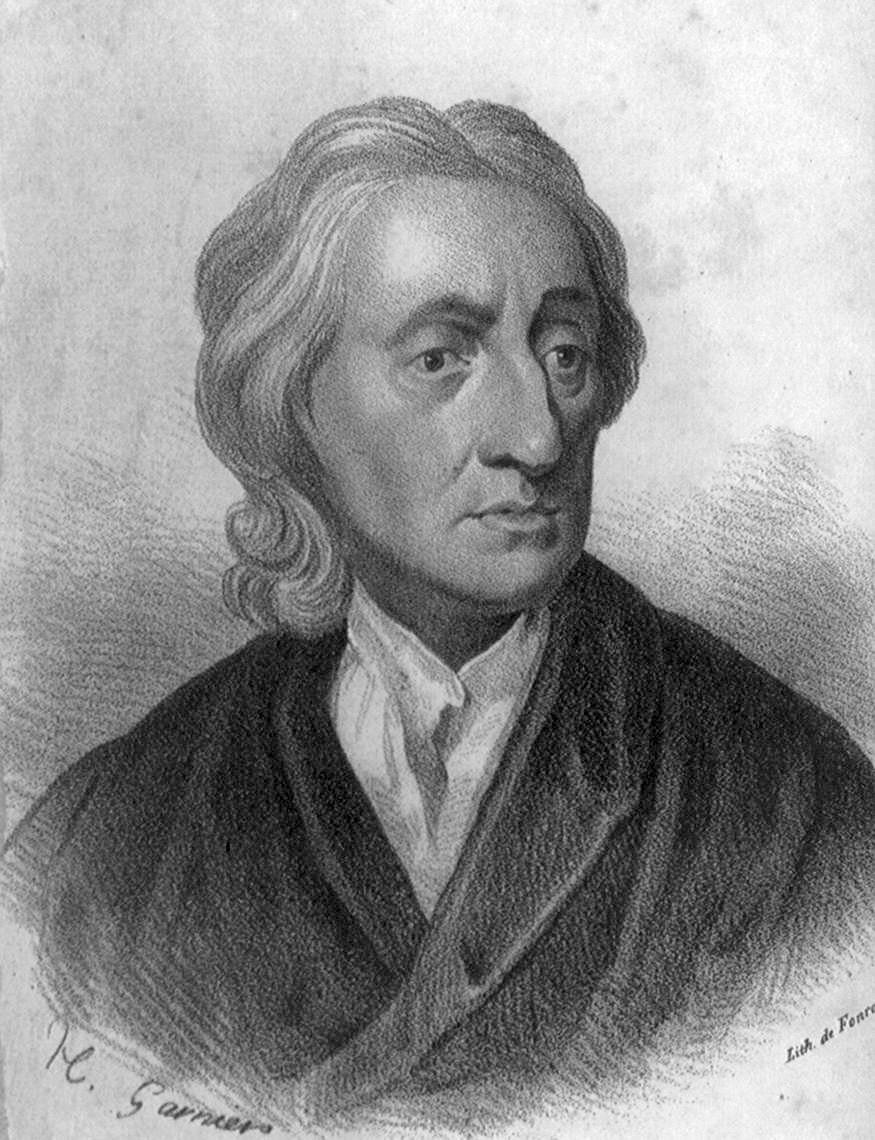
John Locke gehört zu den Begründern der liberalen Philosophie

Das liberale Denken entstand in der Mitte des 17. und der Mitte des 18. Jahrhunderts, unter dem Einfluss der Philosophie der Aufklärung. Diese Denker standen im Gegensatz zum politischen Absolutismus, der durch religiöse Vorstellungen legitimiert wurde. Es gab zahlreiche liberale Theoretiker – zu den bedeutenden ersten Denkern des Liberalismus zählen unter anderem John Locke im 17. Jahrhundert und Kant oder Smith im 18. Jahrhundert. Die Vielfalt ihrer Schriften kann nur im Hinblick auf den historischen Kontext verstanden werden, mit dem sie interagierten.
Das genaue Datum der Anfänge des Liberalismus bzw. seiner politischen, wirtschaftlichen oder religiösen Komponenten ist unter Historikern umstritten. Viele Autoren datieren den Anfang mit John Lockes Brief über die Toleranz (1689), der die bereits bestehenden Wurzeln des Liberalismus vervollständigte. John Locke argumentierte für die Einführung eines „Rechtsstaats“, der die Grundlage der modernen liberalen Philosophie werden sollte und die zentralen theoretischen Entwicklungen umfasst: die Doktrin der Naturrechte, die Beschränkung staatlicher Macht und Gewaltenteilung, eine Rechtfertigung des zivilen Ungehorsams, Bestätigung von Gewissensfreiheit und die Trennung von Kirche und Staat.

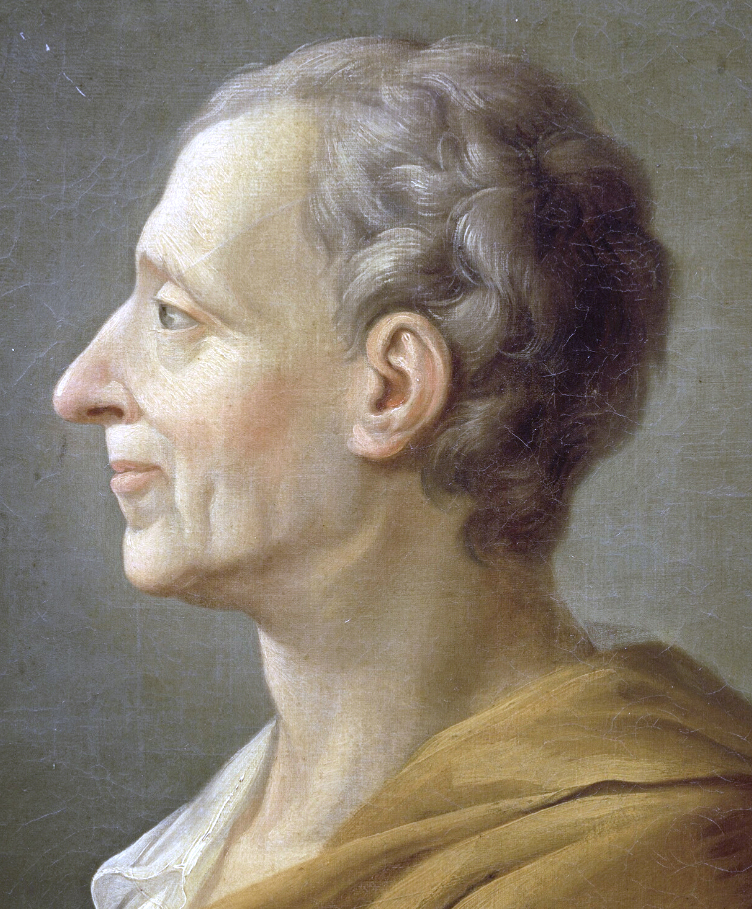
Es kann keine Freiheit geben, wenn nicht „die Macht der Macht Einhalt gebietet“. (Montesquieu)

Andere Philosophen wie Hume, Condillac und Montesquieu zogen ihrerseits die Konsequenzen der liberalen Philosophie im politischen und wirtschaftlichen Bereich. Montesquieu (1689–1755) war damals angesichts der absoluten Macht der französischen Monarchie vor allem damit beschäftigt, die Gewaltenteilung zu etablieren, um den Missbrauch der Exekutivgewalt des Königs einzudämmen und so die Freiheiten des Parlaments und der Justiz zu stärken. Diese Gedanken entwickelte er in seinem Hauptwerk Vom Geist der Gesetze (1748). Er artikulierte republikanisches und liberales Denken und verteidigte damit „bürgerliche Tugend, Liebe zum Land und zur Freiheit“.
Gleichzeitig verbanden Denker wie Adam Smith ihre Forderungen nach wirtschaftlichen Freiheiten mit den politischen Forderungen des Liberalismus. Smith ist einer der Haupttheoretiker des Wirtschaftsliberalismus, indem er eine Wirtschaftstheorie begründete, nach der „private Laster das Gemeinwohl bewirken“, eine Intuition, die erstmals von Bernard Mandeville in seiner Bienenfabel entwickelt wurde. Die sogenannte klassische Schule der Nationalökonomie entstand als eine zusammenhängende Theorie, die alle damals untersuchten Bereiche menschlichen Handelns umfasste.
Der Liberalismus hatte einen tiefgreifenden Einfluss auf mehrere große politische Revolutionen und Traditionen, die die Entstehung liberaler Demokratien ermöglichten. Einige Jahrzehnte vor der Französischen Revolution basierte Frankreich auf mehreren Prinzipien des Liberalismus, wobei das Ministerium Turgot zweifellos von der Physiokratenbewegung beeinflusst war. Aus diesem Grund waren Teile der französischen Eliten, insbesondere der bürgerlichen Elite, Anhänger des Liberalismus und für die Französische Revolution. Die Beziehung zwischen Liberalismus und Französischer Revolution ist allerdings komplex, da man sie sowohl als Kontinuität als auch als zwei gegensätzliche Begriffe auffassen kann. Bevor die Französische Revolution in den revolutionären Terror umschlug, propagierte sie Menschenrechte, etwa in der Erklärung der Menschen- und Bürgerrechte, in der das Naturrecht kodifiziert und wirtschaftliche Freiheiten garantiert wurden. Der Umschlag des „demokratischen“ Geistes in den „revolutionären“ Geist entstand aus der Radikalität der Revolutionäre, die ihre Geschichte neu beginnen wollten, im Gegensatz etwa zu den Amerikanern, die kein altes Regime zu zerstören hatten.
Im Verlauf der Französischen Revolution zeigte sich eine Trennung und Aufspaltung der liberalen Tradition: Eine konservativere Strömung, vertreten etwa von Edmund Burke, war der Ansicht, dass individualistische Prinzipien allein nicht in der Lage sind, eine soziale Bindung zu begründen und eine zweite, radikalere Strömung, vertreten von Thomas Paine, verteidigte eine dauerhafte Reform. In der Tradition des deutschen Idealismus zeigten sich ebenfalls unterschiedliche Interpretationen der französischen Revolution: Immanuel Kant war ein starker Befürworter der Französischen Revolution, kritisierte allerdings ihren Umschlag in den Terror. Hegel war ein glühender Anhänger der Französischen Revolution. Zeit seines Lebens soll er am 14. Juli, dem Tag der Erstürmung der Bastille, ein Glas Rotwein auf die Revolution und ihre Parole Freiheit, Gleichheit, Brüderlichkeit getrunken haben.

### Von der Industriellen Revolution zur Moderne

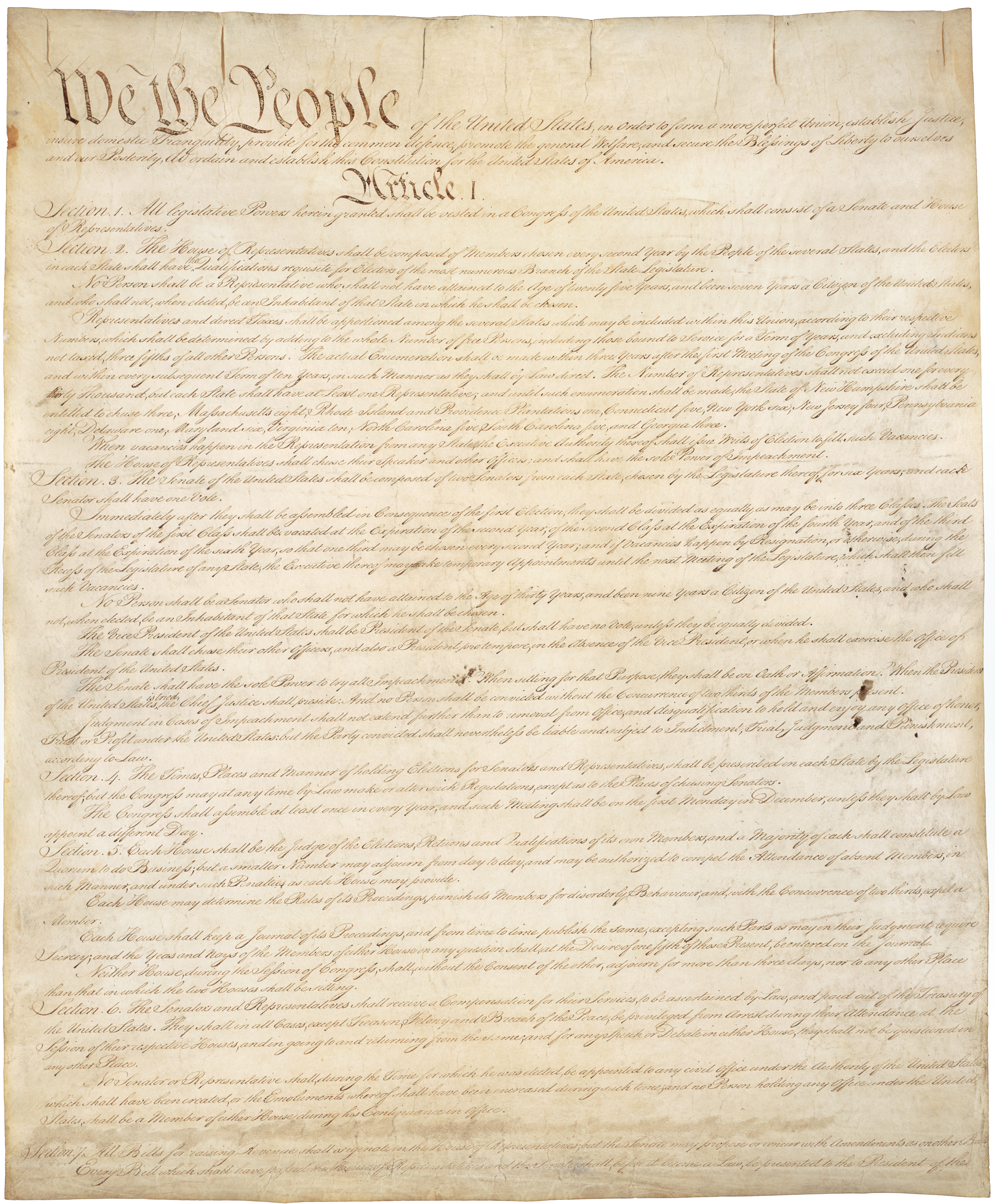
Verfassung der Vereinigten Staaten (1787): We the People

Zu Beginn des 19. Jahrhunderts kam es zu einer Vertiefung liberaler Ideen in der Politik mit den Anfängen des modernen Liberalismus. Die liberalen Lehren, die Ende des 18. und Anfang des 19. Jahrhunderts aufkamen, beharrten auf der Bedeutung von Verdienst und Arbeit, wandten sich gegen Privilegien und Willkür, gegen den Merkantilismus und gegen den oligarchischen Kapitalismus des Klerus und des Adels.
Laut dem französischen Philosophen und Historiker Alexis de Tocqueville beruht das amerikanische demokratische Modell auf seinem radikalen Bruch mit der europäischen Aristokratie. Die amerikanische Revolution würde somit eine Vorherrschaft des „demokratischen“ Geistes gegenüber dem „revolutionären“ Geist zum Ausdruck bringen. Es war reich an liberalen Autoren, von Thomas Jefferson bis Benjamin Franklin und Thomas Paine. Einige der Grundprinzipien des amerikanischen Liberalismus sind in der Präambel der Verfassung der Vereinigten Staaten von 1787 sowie in der Erklärung der Menschen- und Bürgerrechte von 1789 enthalten. Während des Konvents von Philadelphia wurde die Verfassung der Vereinigten Staaten angenommen und vervollständigte die Eroberung der Unabhängigkeit und wurde von liberalen Demokraten und Revolutionären weltweit bewundert.
Die Wiederbelebung des Liberalismus im 19. Jhd. manifestiert sich in Frankreich durch Benjamin Constant, Alexis de Tocqueville, Jean-Baptiste Say und Frédéric Bastiat. Coppets Gruppe versammelte später liberale Gegner Napoleons III. Die klassischen Liberalen strebten nach einer weiten Verbreitung ihrer Ideen und stellten sich gegen die vorherrschenden etatistischen Ideen in den Machtkreisen.

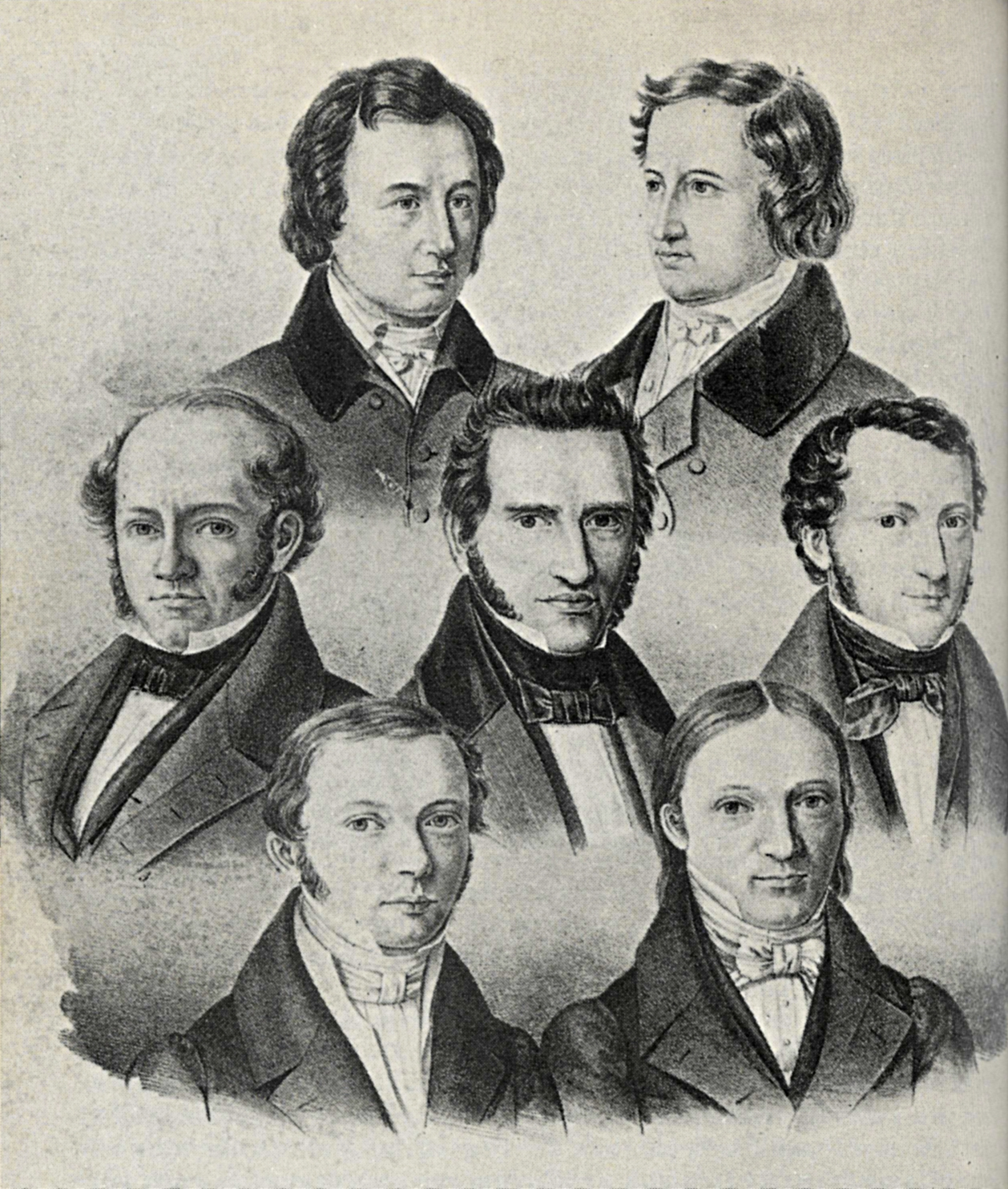
Abbildung der Göttinger Sieben, eine Reihe von liberalen Universitätsprofessoren, die 1837 gegen die Abschaffung der liberalen Verfassung von Hannover protestierten (darunter die Brüder Grimm)

In Deutschland kommt es 1848/49 zur Revolution. Sie bildet ein zentrales Ereignis der Geschichte des deutschen Liberalismus. In ihrer Folge kam es zu den sogenannten Märzerrungenschaften, welche grundlegende Freiheiten wie Meinungsfreiheit und die Bauernbefreiung erkämpften. Die Paulskirchenverfassung vom 28. März 1849 stellt das wichtigste Dokument der Märzrevolution dar. Es propagierte eine demokratische und liberale Staatsordnung und war die erste gesamtdeutsche und demokratische Verfassung Deutschlands, welche die Grundlage für alle weiteren demokratischen Verfassungen Deutschlands bildete.
Nach dem Scheitern der Märzrevolution kam es in Deutschland zur Reaktionsära. In der Folge verließen einige deutsche Liberale aufgrund der einsetzenden Verfolgung das Land, in den USA nennt man diese Emigranten Forty-Eighters. Andere Liberale blieben, und setzten sich weiter für Demokratie und Menschenrechte in Deutschland ein.
So entstand etwa im Verlauf des 19. Jhds. aus dem deutschen Liberalismus das deutsche Genossenschaftswesen, mit Protagonisten wie Hermann Schulze-Delitzsch und Friedrich Wilhelm Raiffeisen. Als im 19. Jahrhundert die Vorläufer der modernen Parteien entstanden, gehörten die liberalen Parteien dazu. Sie waren oft lockerer organisiert als die konservativen, katholischen und allmählich auch sozialistischen Parteien. Liberale Parteien konnten weniger auf einem gemeinsamen sozialen Fundament wie dem katholischen Verbandswesen aufbauen. Den Liberalen kam jedoch das ungleiche Wahlrecht (→ Klassenwahlrecht) zugute, wie es in vielen europäischen Ländern bis ins 20. Jahrhundert galt. Das Mehrheitswahlrecht konnte die Liberalen begünstigen, wenn sie dadurch mit ihrer Mittelposition als Kompromisskandidaten dienten.
Ab dem Ende des 19. Jahrhunderts kam es innerhalb der liberalen Strömung zu Differenzen hinsichtlich der Rolle und Art staatlicher Intervention. Mit L. T. Hobhouse entstand eine progressive Strömung, die versuchte, die gesellschaftlichen Bedingungen, die die Freiheit jedes Einzelnen ermöglichen, stärker zu berücksichtigen. Zu den politischen Rechten kämen so Hobhouse soziale Rechte hinzu, wie das Recht auf eine Rente und staatliche Umverteilung.
Zu Beginn des 20. Jahrhunderts wurde die liberale Philosophie dann radikal herausgefordert, zunächst durch die Russische Revolution von 1917 und dann in der Zwischenkriegszeit mit der Wirtschaftskrise von 1929, durch den Sozialismus (insbesondere die Zweite Spanische Republik und die Französische Volksfront), sowie die Entstehung von Faschismus und Nationalsozialismus. Der Einfluss dieser Ideologien, welche gegen die liberalen Gesellschaften gerichtet waren, führte zu einer Neudefinition der Rolle und Konturen des Staates in Richtung zunehmender Intervention, also staatlich organisierter Wirtschaft für den Kommunismus und starker interventionistischer Staat für den Nationalsozialismus. Während des Nationalsozialismus wurden viele Liberale verfolgt oder mussten in die Emigration. Liberale Parteien in Deutschland wurden verboten.
Nach dem Zweiten Weltkrieg kam es zu einer Erneuerung des Liberalismus. Bedeutend sind hier die Treffen der Mont Pèlerin Society, einer 1947 von Friedrich August von Hayek gegründeten Vereinigung von Akademikern, Geschäftsleuten und Journalisten, welche das Ziel verfolgten, zukünftige Generationen von wirtschaftsliberalen Ideen zu überzeugen. In Deutschland kam es in Form des Ordoliberalismus ebenfalls zu einer Erneuerung.
Heute zählt der Liberalismus zu den großen politischen Orientierungen, neben Konservatismus und Sozialismus. In Deutschland beruft sich vor allem die FDP auf das liberale Erbe. Die Geschichte des deutschen Liberalismus wird im Archiv des Liberalismus der Friedrich-Naumann-Stiftung für die Freiheit in Gummersbach aufgearbeitet. Gelb gilt heute gemeinhin als die politische Farbe des Liberalismus. Auf europäischer Ebene gibt es viele liberale Parteien, in Frankreich etwa die von Emmanuel Macron gegründete Partei Renaissance und in den Niederlanden die Volkspartei für Freiheit und Demokratie. Im europäischen Parlament sind sie in der Allianz der Liberalen und Demokraten für Europa (ALDE) organisiert.

## Formen
Die liberale Bewegung war von Anfang an heterogen und basierte auf einem breiten Spektrum bürgerlicher Modernisierungsforderungen gegenüber Staat, Kirche und Gesellschaft in nahezu allen politischen, wirtschaftlichen, sozialen und weltanschaulichen Bereichen. Schon in den frühen Auseinandersetzungen des 19. Jahrhunderts, in denen das Ziel einer Ablösung absolutistisch-restaurativer und autokratischer Herrschaftsformen durch an der Idee der Volkssouveränität orientierte partizipative Modelle im Vordergrund stand, konkurrierten moderat-liberale Reformer mit radikal-liberalen Revolutionären um die Deutungshoheit der freiheitlichen Weltanschauung und standen in teils unversöhnlichem Widerspruch zueinander. Während der moderate Liberalismus die Verwirklichung der Freiheitsrechte und des Verfassungsstaates in einer konstitutionellen Monarchie als hinreichendes politisches Ziel ansah, zielte der demokratische Radikalismus auf den völligen Umbau von Staatswesen und Gesellschaft und strebte die Ablösung der Monarchie durch die Republik in einem gegebenenfalls neu zu schaffenden Nationalstaat an.
Im wirtschaftlichen Bereich unterstützt der Wirtschaftsliberalismus private Initiative, Freihandel und die damit verbundene freie Marktwirtschaft. Er steht dabei im Einklang mit dem Kapitalismus, anders als der Sozialismus, der kollektives Eigentum verteidigt. Auf sozialer und politischer Ebene will der klassische Liberalismus die freie Wahl und die Interessen jedes Einzelnen unabhängig von den Interessen der anderen realisieren. Er befürwortet politische Befugnisse im Rahmen der durch freie Debatte verabschiedeten Gesetze und verteidigt Rechtsstaatlichkeit und Gewaltenteilung. Die Frage nach dem Verhältnis zwischen „Wirtschaftsliberalismus“ und „politischem Liberalismus“ wird von den Philosophen dabei unterschiedlich bewertet.
So kann sich der Liberalismus paradoxerweise auf unterschiedliche, sogar gegensätzliche Weise manifestieren. Der Liberale kann je nach Fall derjenige sein, der vom Staat verlangt, mit einer Tradition zu brechen, die die Freiheit des Einzelnen beschränkt (z. B. Ständeordnung, Zunftwesen oder andere Privilegien), oder derjenige, der die Freiheit verteidigt, eine bestimmte Tradition auszuüben, etwa die Religion. Auf wirtschaftlicher Ebene wollen einige Liberale, dass der Staat eingreift, um die Fähigkeit zu wirtschaftlichem Handeln zu schaffen (durch die Bekämpfung von Monopolen, Armut, mangelnder Bildung oder Investitionen), während andere sich gegen das Eingreifen der Regierung in den wirtschaftlichen Bereich aussprechen (Achtung der Privatinitiative, freier Wettbewerb, Nachtwächterstaat).
Der klassische Liberalismus, der auf Freiheit in seiner negativen Form basiert, steht unter anderem im Gegensatz zum Sozialliberalismus oder Linksliberalismus, der auf Freiheit als positivem Recht basiert. Dabei soll die Regierung den Einzelnen gegen materielle Armut oder vor moralischem Druck der Gemeinschaft schützen. Der deutsche Philosoph Max Stirner liefert in seinem Werk „Der Einzige und sein Eigentum“ aufschlussreiche Argumente gegen den sozialen Liberalismus.
Der deutsche Soziologe Max Weber hat das gemeinsame Fundament und die anthropologische Grundlage aller Liberalismen hervorgehoben, nämlich das menschliche Individuum. Wenn der absolutistische Staat der Herrscher über den Einzelnen war, muss sich der liberale Staat in den Dienst des Individuums stellen. Ist dies nicht der Fall, so bleibt der Staat für klassische Liberale wesentlich illiberal. Der Liberalismus steht im Gegensatz zu kollektivistischen Lehren, die ebenfalls als illiberal abgelehnt werden, aber auch im Gegensatz zum Amoralismus (vertreten etwa durch Machiavelli, Mandeville etc.). Im politischen Bereich gehört der Liberalismus dabei zum Erbe der Naturrechtslehre. Zusammenfassend lässt sich sagen, dass der Übergang vom Naturzustand zum bürgerlichen Staat für den Liberalismus auf der Grundlage der freiwilligen Kooperation freier Individuen erfolgt.

### Verfassungsliberalismus

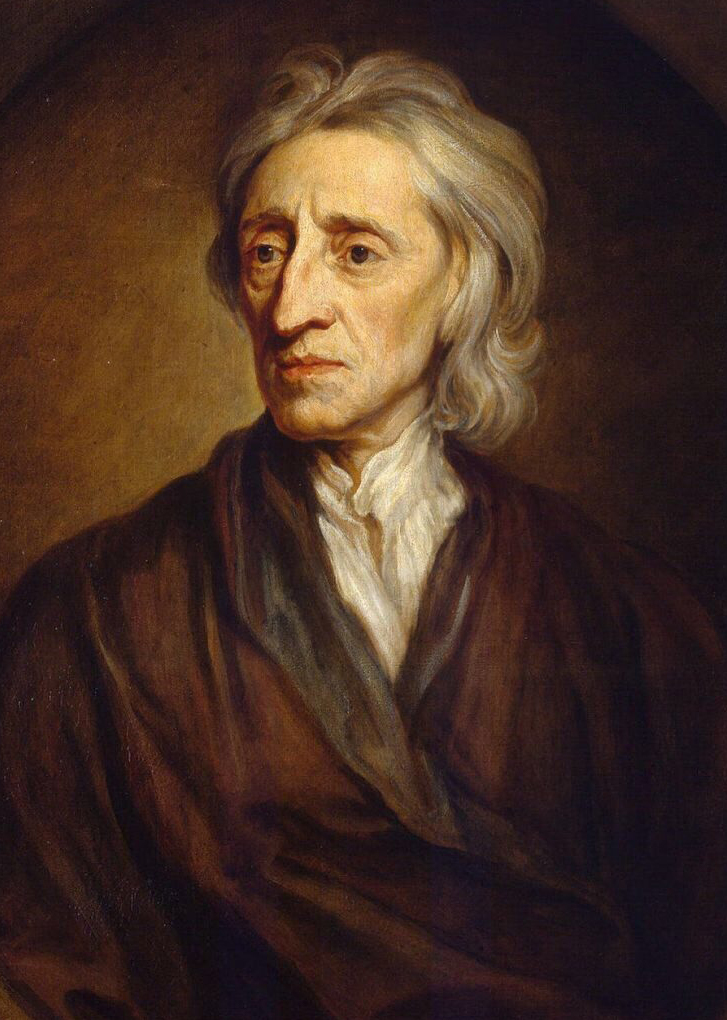
John Locke

Laut dem Liberalismus ist die Aufgabe einer Verfassung, die naturgegebenen Rechte der Bürger vor der Allmacht des Staates zu schützen. John Locke, einer der wichtigsten Begründer des Liberalismus, postulierte in seinem 1689 veröffentlichten Werk Two Treatises of Government (deutsch: Zwei Abhandlungen über die Regierung) Freiheit, Leben und Eigentum als unveräußerliche Rechte eines jeden Bürgers. Die Rechte auf Freiheit, Leben und Eigentum werden als elementare Menschenrechte angesehen. Die liberale Verfassung soll diese Menschenrechte durch die Begrenzung der Staatsmacht vor willkürlichen Eingriffen des Staates schützen. Diese sind vor und von dem Staat zu schützen und haben Vorrang auch vor demokratisch herbeigeführten Entscheidungen.

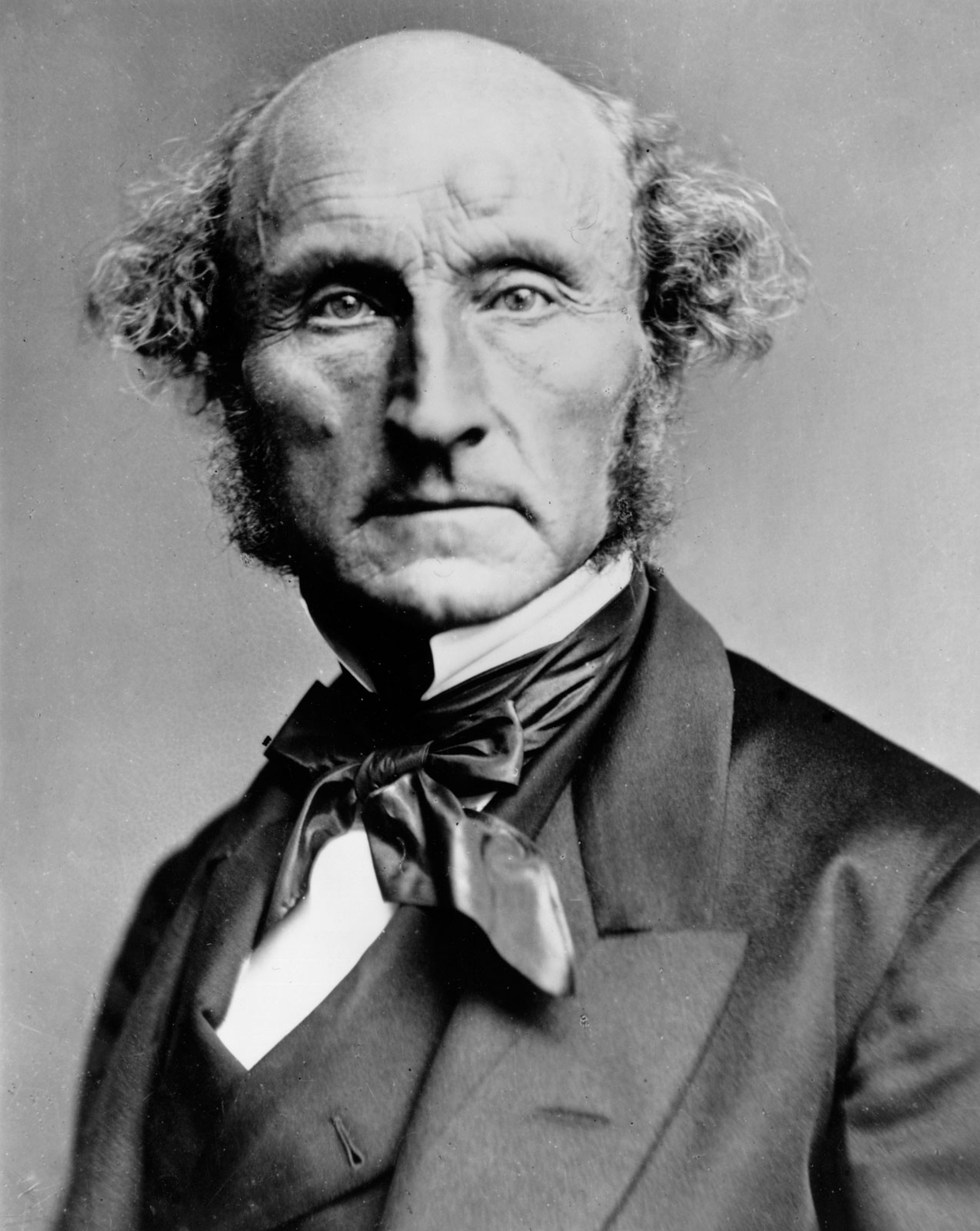
John Stuart Mill

John Stuart Mill formulierte in seiner Schrift On Liberty (dt.: Über die Freiheit) das Prinzip, „dass der einzige Grund, aus dem die Menschheit, einzeln oder vereint, sich in die Handlungsfreiheit eines ihrer Mitglieder einzumischen befugt ist: sich selbst zu schützen. Dass der einzige Zweck, um dessentwillen man Zwang gegen den Willen eines Mitglieds einer zivilisierten Gesellschaft rechtmäßig ausüben darf: die Schädigung anderer zu verhüten.“

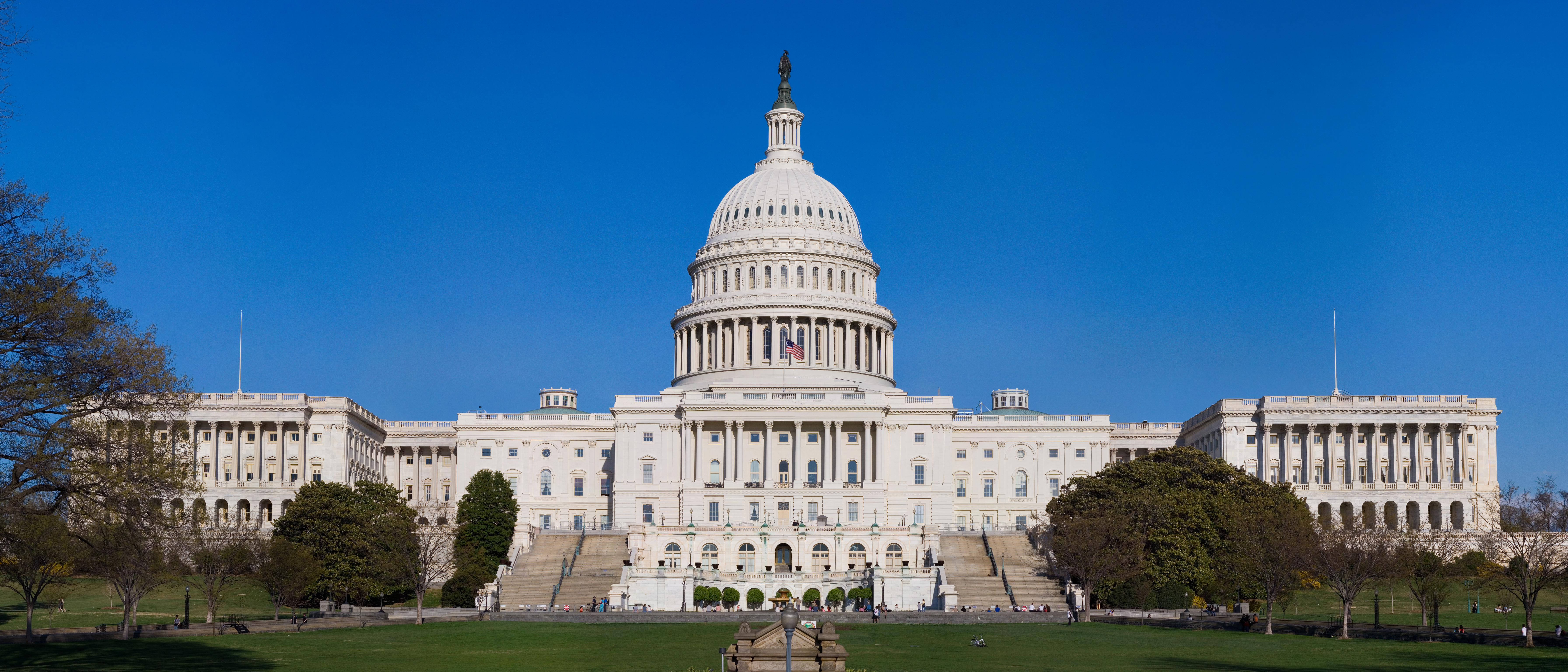
Das Kapitol in Washington, das amerikanische Parlamentsgebäude. In den USA waren bereits am Ende des 18. Jahrhunderts wichtige liberale Verfassungsprinzipien verwirklicht.

Der Schutz dieser naturgegebenen Rechte erfolgt durch eine Verankerung von Gewaltenteilung in die Verfassung, um Machtkonzentration zu verhindern. Zusätzlich zur horizontalen Gewaltenteilung sollen sich Exekutive, Legislative und Judikative im Gleichgewicht befinden und sich gegenseitig kontrollieren (Checks and Balances), um Machtanhäufung und Machtmissbrauch eines dieser Bereiche zu verhindern. Charles de Montesquieu gilt mit seinem 1748 veröffentlichten Buch Vom Geist der Gesetze als Begründer des Konzepts der Gewaltenteilung.

„Sobald in ein und derselben Person oder derselben Beamtenschaft die legislative Befugnis mit der exekutiven verbunden ist, gibt es keine Freiheit.“

Im 19. Jahrhundert wurde durch die deutsche Staatsrechtslehre, zunächst bei Robert von Mohl, der Begriff des liberalen „Rechtsstaats“ geprägt. Gegenüber dem „Machtstaat“ des Absolutismus unterliegt die Staatsgewalt im Rechtsstaat dem aufgeklärten Gesetzesrecht, vermittelt durch die Gesetzmäßigkeit der Verwaltung, Verfahrensgarantien und Möglichkeiten des effektiven Rechtsschutzes einer Selbstbindung. Vor dem Gesetz sollen alle Bürger gleich sein, ohne Ansehen ständischer oder religiöser Unterschiede. Nach dem Zweiten Weltkrieg wurde diese Konzeption um den Aspekt der materiellen Rechtsstaatlichkeit ergänzt: Die Geltung von Grundrechten und das Gebot der Verhältnismäßigkeit stellen – im Sinne einer materiellen Rechtsstaatlichkeit – eine absolute Schranke der Staatstätigkeit dar und binden unmittelbar auch den Gesetzgeber.

### Wirtschaftsliberalismus

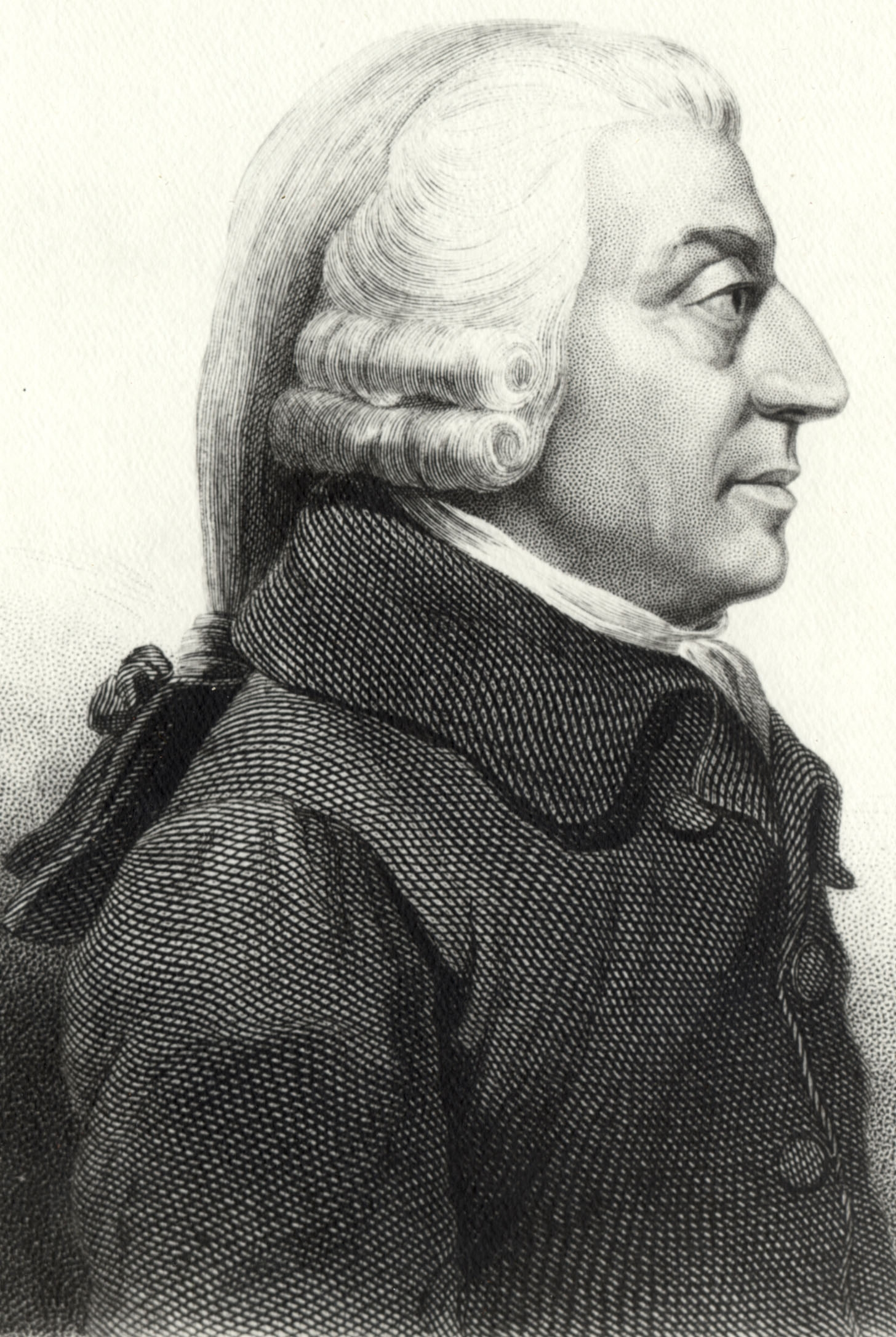
Adam Smith

Ursprünglich war „Liberalismus“ als Bezeichnung der politischen Bewegung des Liberalismus vorbehalten. Seit Beginn des 20. Jahrhunderts wird die Bezeichnung auch auf wirtschaftspolitische Positionen bezogen, die von der klassischen Nationalökonomie vertreten wurden und auf Adam Smith zurückgeführt werden. In Abgrenzung zu anderen Spielarten des Liberalismus wird vom Wirtschaftsliberalismus gesprochen. Grundlagen des Wirtschaftsliberalismus sind – anknüpfend an John Locke – Privateigentum und Vertragsfreiheit. Vertreter des Wirtschaftsliberalismus befürworten in der Tradition der klassischen Nationalökonomie freie Marktwirtschaft und Freihandel. Sie plädierten für die Einführung der Gewerbefreiheit und die Auflösung der Zünfte.
Zum Teil wird das Eigentumsrecht auf naturrechtliche Begründungen zurückgeführt, wie sie sich schon bei Hugo Grotius, Samuel Pufendorf und John Locke finden. In dieser Tradition der naturrechtlichen Begründung von Eigentumsrechten argumentieren beispielsweise die US-amerikanischen Gründerväter sowie im 20. Jahrhundert die libertären Philosophen Robert Nozick und Ayn Rand, deren liberale Ausrichtung jedoch mitunter bestritten wird. Das Eigentumsrecht wird dann gemäß der Locke’schen Eigentumstheorie auf einen ursprünglichen Aneignungsakt durch Arbeit zurückgeführt. Wirtschaftsliberale Positionen beruhen jedoch oft auch auf einer utilitaristischen Grundlage, wenn sie etwa davon ausgehen, dass die Begründung von Recht auf Privateigentum zu Anreizen für effiziente Nutzung und dadurch zur Vermehrung des Allgemeinwohls führt. Konsequentialistische Argumentationen, die auf Adam Smith, Jeremy Bentham und John Stuart Mill zurückgehen, kommen oft zu einer ähnlich starken Betonung privater Eigentumsrechte. Sie begründen diese aber mit Anreizen für effiziente Nutzung, die zur Vermehrung des Gemeinwohls führe. Anders als Vertreter des Naturrechts begründen sie das Eigentumsrecht also nicht primär mit Gerechtigkeits-, sondern mit Nutzenerwägungen. Vertreter dieser Form des konsequentialistischen (oder auch utilitaristischen) Wirtschaftsliberalismus waren die Ökonomen Ludwig von Mises, Friedrich Hayek, James M. Buchanan und Milton Friedman, sowie der Rechtstheoretiker Richard A. Epstein.

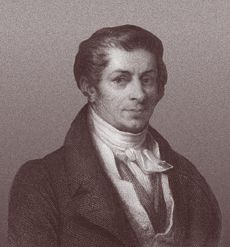
Jean-Baptiste Say

Adam Smith führt den Wohlstand der Nationen in seinem gleichnamigen Werk auf das Konzept der unsichtbaren Hand zurück, wonach das eigennützige Streben der Menschen zum Wohl der gesamten Gesellschaft beitrage. Daher stellt nach Auffassung vieler Wirtschaftsliberaler ein freier Wettbewerb in der Marktwirtschaft das optimale Steuerungsinstrument der Wirtschaft dar. Vertreter des klassischen Wirtschaftsliberalismus wie Jean Baptiste Say gingen entsprechend davon aus, dass sich ohne staatlichen Eingriff stets ein Marktgleichgewicht einstelle. Interventionen durch wohlfahrtsstaatliche Politik werden insofern als schädlich angesehen. Unter dem Einfluss der Lehren der klassischen Nationalökonomie galt im 19. Jahrhundert weitgehend das liberale Leitbild eines Staates, dessen Aufgaben vor allem auf die Herstellung von Sicherheit und Ordnung beschränkt sind und der möglichst wenig in Wirtschaftsprozesse interveniert („Laissez-faire“). Diese Staatskonzeption wurde von Ferdinand Lassalle als sogenannter „Nachtwächterstaat“ kritisiert. Allerdings wurde nach der Weltwirtschaftskrise von vielen Wirtschaftsliberalen anerkannt, dass der freie Markt nicht nur durch staatliche Intervention, sondern auch durch Oligopole oder Kartellstrukturen bedroht werden kann.

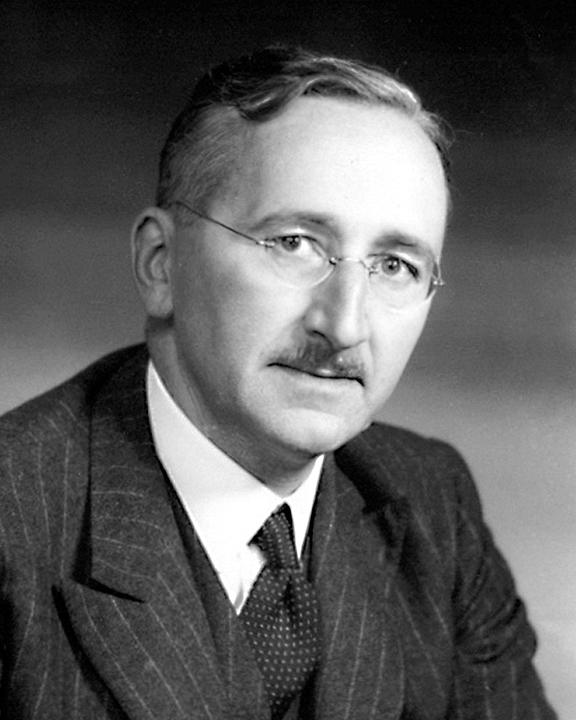
Friedrich August von Hayek

In Reaktion auf die Kritik am klassischen (Wirtschafts-)Liberalismus entwickelten sich neue Vorstellungen, die zunächst unter dem Begriff des Neoliberalismus zusammengefasst wurden. Insbesondere vom Ordoliberalismus der „Freiburger Schule“, der auch zu den wesentlichen Einflüssen bei der Entwicklung der sozialen Marktwirtschaft zählt, wurde daher ein starker Staat gefordert, der der Vermachtung der Wirtschaft durch Ordnungspolitik entgegenwirken kann. Marktversagen, etwa bei sogenannten „externen Effekten“ wie Umweltverschmutzung, soll nach wirtschaftsliberaler Position durch marktkonforme Instrumente, wie Emissionsrechtehandel überwunden werden.
Als einer der bedeutendsten Theoretiker des Liberalismus im 20. Jahrhundert gilt der Nobelpreisträger für Wirtschaftswissenschaften Friedrich August von Hayek. Hayek, ein prominentes Mitglied der Mont Pelerin Society, gilt nicht zuletzt deshalb als zentrale Integrationsfigur des Wirtschaftsliberalismus, weil er in verschiedenen Lebensabschnitten die Entwicklung von drei verschiedenen ökonomischen Schulen beeinflusste. Zunächst entwickelte er als Schüler von Ludwig von Mises die Positionen der Österreichischen Schule u. a. an der Kritik der Wirtschaftsrechnung im Sozialismus maßgeblich mit. 1950 ging er nach Chicago, wo es unter seiner Beteiligung zu einer Neubewertung von Monopol- und Kartellstrukturen kam. Schließlich wurde er 1962 nach Freiburg berufen, dem Zentrum des deutschen Neoliberalismus, wo er seine Ideen zur staatlichen „Anmaßung von Wissen“, marktförmigen „spontanen Ordnungen“ und dem „Wettbewerb als Entdeckungsverfahren“ ausarbeitete.

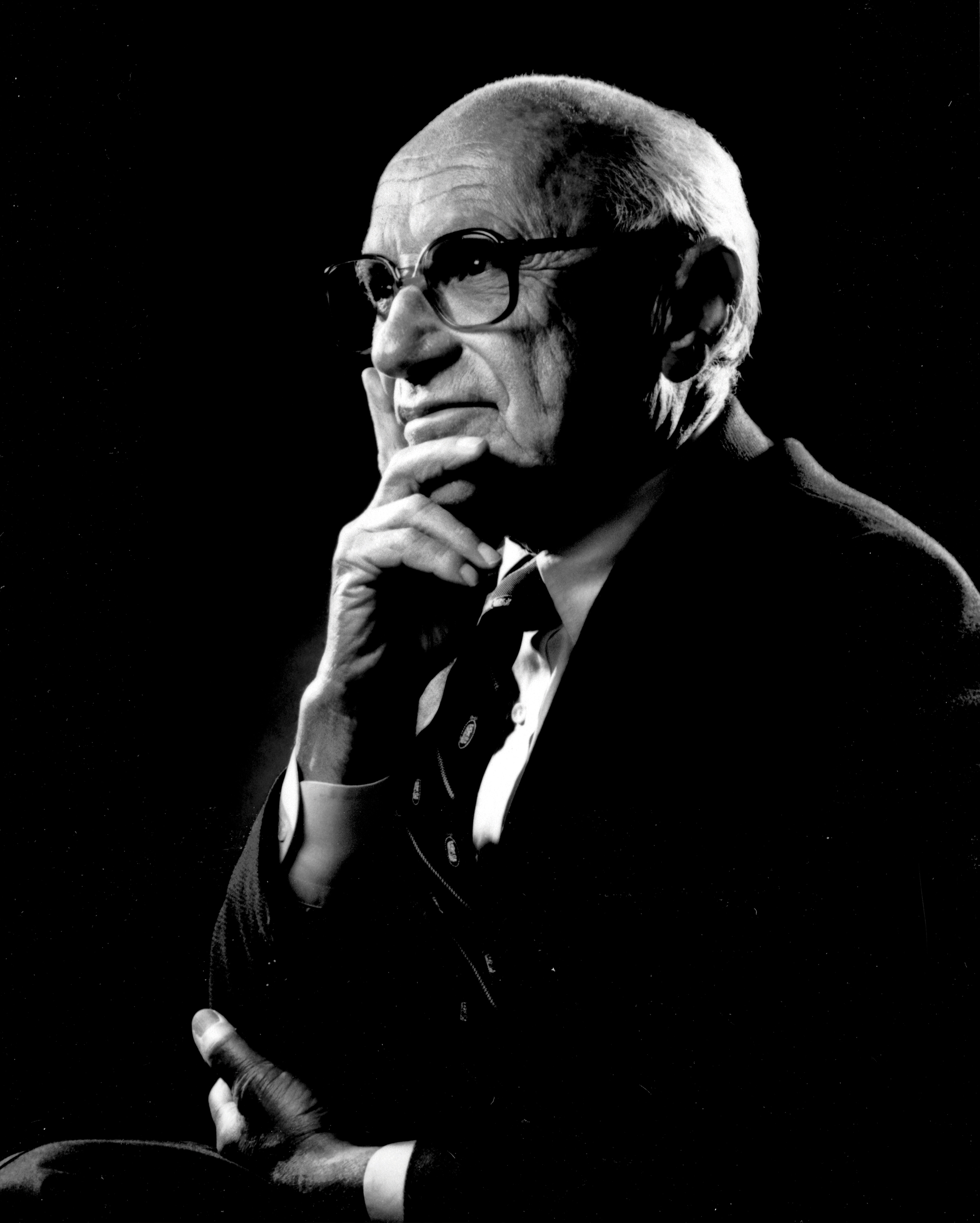
Milton Friedman

Die Ideen des Wirtschaftsnobelpreisträgers Milton Friedman, eines Befürworters von Freihandel und Deregulierung, hatten in der zweiten Hälfte des 20. Jahrhunderts starken Einfluss auf die Entwicklung in Richtung Markt und Wettbewerb, die in weiten Teilen der Welt zu beobachten war. Friedman, der als bedeutender Vertreter der Chicagoer Schule der Ökonomie gilt, griff zunächst Ideen des kontinentaleuropäischen Neoliberalismus auf. Anders als dieser sah er jedoch ähnlich wie Hayek die ordnungspolitische Wettbewerbskontrolle eher skeptisch.
Da der Begriff des Liberalismus in den USA nach dem New Deal und zunehmend in den 1970er Jahren durch das Aufkommen des philosophischen egalitären Liberalismus mit der politischen Linken assoziiert wurde (Linksliberalismus), werden wirtschaftsliberale Positionen dort oft als libertarianism bezeichnet.

### Sozialer Liberalismus
Während für Wirtschaftsliberale der Abbau von staatlicher und feudaler Herrschaft zur Herstellung von Chancengleichheit in der Regel als ausreichend angesehen wird, wollen Sozialliberale auch gesellschaftlich bedingte Chancenungleichheiten kompensatorisch korrigieren. Um die von Sozialliberalen ebenfalls unerwünschte Einschränkung der individuellen Autonomie zu minimieren, wurde im 19. Jahrhundert Hilfe zur Selbsthilfe als Lösung der sozialen Frage propagiert. So trat der Sozialliberale Hermann Schulze-Delitzsch für eine Förderung des Genossenschaftswesens ein. Eine weitere typisch liberale Antwort auf die soziale Frage ist die Qualifikation durch eine staatlich geförderte Bildungspolitik. In der Sozialen Marktwirtschaft wurde von Vertretern des Ordoliberalismus der Versuch unternommen, wirtschaftsliberale Positionen mit einer Bewältigung sozialer Probleme konzeptionell zu verbinden.

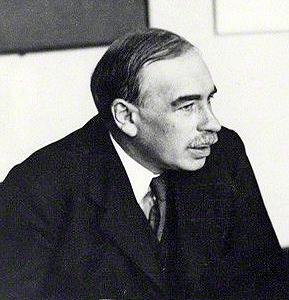
John Maynard Keynes

Vor dem Hintergrund der Weltwirtschaftskrise versuchte John Maynard Keynes – von einer linksliberalen politischen Position ausgehend – deutlich zu machen, wie antikapitalistische Bestrebungen (kommunistische wie faschistische) durch den Erhalt und Ausbau des kapitalistischen Wohlfahrtsstaates verhindert werden können. Wie Keynes den Liberalismus versteht, wird in den Artikeln Am I a Liberal? von 1925 oder The End of Laissez-Faire von 1926 deutlich. Vollbeschäftigung versteht Keynes als Bedingung der Möglichkeit von Verhandlungsmacht der Gewerkschaften. Ansteigender Wohlstand der Ärmsten sei für die marktförmige Wirtschaft wachstumsoptimal und sichere so die individuelle Unabhängigkeit.

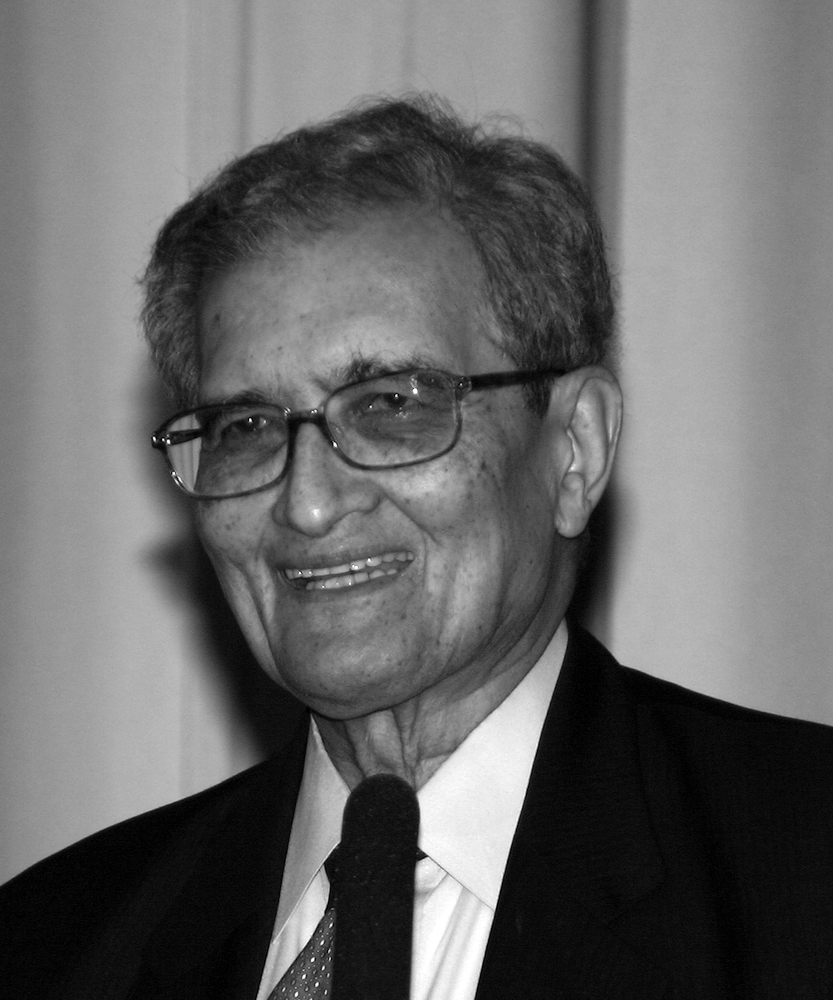
Amartya Sen

Im egalitären Liberalismus von John Rawls hat eine nicht nur formale, sondern substantiell faire Chancengleichheit einen wichtigen Stellenwert. Rawls Theorie der Gerechtigkeit gilt deshalb als liberale Konzeption, weil Rawls eine Liste von Grundfreiheiten vor Umverteilung stellt. Die individuelle Freiheit dürfe allenfalls eingeschränkt werden, um die Freiheit Dritter zu schützen, keineswegs aus Gründen sozialer Gerechtigkeit. Im Gegensatz zu klassischen Wirtschaftsliberalen wie Milton Friedman und Friedrich Hayek sieht er aber in wirtschaftlichen Freiheiten wie Recht auf Privateigentum und Vertragsrecht keinen Grundrechtsstatus im Gegensatz zum Recht auf freie Berufswahl, persönliches Eigentum, Meinungsfreiheit, Versammlungsfreiheit oder politische Freiheiten und können gemäß der fairen Chancengleichheit, der gleichen Chancen an der Beteiligung am politischen Leben und Begrenzung wirtschaftlicher und sozialer Ungleichheiten also eingeschränkt werden. Das Recht auf die Grundfreiheiten ist laut Rawls deswegen wesentlich, weil man mit ihnen die beiden moralischen Vermögen eines Bürgers ausüben kann und von der Gesellschaft anerkannt wird, und zwar die Fähigkeit, der eigenen Vorstellung des Guten wie beispielsweise einer Religion nachzugehen, zu revidieren und zu vertreten und politische Prinzipien zu verstehen, zu beurteilen, zu akzeptieren und nach ihnen zu handeln. Grundfreiheiten wie freie Berufswahl, Versammlungsfreiheit, Meinungsfreiheit und das Recht auf persönliches Eigentum sind für diese moralische Vermögen notwendig, nicht aber das Recht auf Privatbesitz, Eigentum, Erwerb und Vererbung an natürlichen Ressourcen und Produktionsmittel, die Kontrolle über diese und auf Vertragsfreiheit. Solche müssen im Einklang mit der Chancengleichheit, politischen Gleichheit und der Begrenzung der Ungleichheit bei der Gesetzgebung anstelle auf Verfassungsebene gerechtfertigt werden. Ungleichheiten sind nur insofern gerechtfertigt als diese den sozial Schwächsten einer Gesellschaft den größten Vorteil bringen. Daher fordert er von einem privatwirtschaftlichen System, dass es in Form einer Eigentumsdemokratie ausgestaltet sein soll, in der Privateigentum und Humankapital auf allen Bürgern und damit auch die Verhandlungsmacht verbreitet wird und somit alle aus der Ungleichheit auf reziproker Weise profitieren.
Ebenfalls in der liberalen Tradition seit Immanuel Kant steht die Verfechtung von Freiheiten als Verwirklichungschancen, die von Amartya Sen und Martha Nussbaum vertreten werden. Dieser Ansatz steht mit seinem positiven Freiheitsbegriff jedoch in einem Spannungsverhältnis zu herkömmlichen Formen des politischen Liberalismus. Mit positivem und negativem Freiheitsverständnis und seiner Bedeutung für unterschiedliche Ansätze in der liberalen politischen Philosophie haben sich in neuerer Zeit Isaiah Berlin und Charles Taylor auseinandergesetzt.

## Liberalismus und Frauenemanzipation
Aufgrund seines Eintretens für die Freiheitsrechte des Individuums bot sich der Liberalismus in der Geschichte vielfach als Bündnispartner der Frauenbewegung an. In Deutschland beispielsweise rechnete sich ein Großteil der Frauenbewegung zum Liberalismus. Dazu hat auch die bahnbrechende Schrift von John Stuart Mill Die Hörigkeit der Frau (1869) beigetragen, in der er für die Gleichstellung der Frauen plädiert.
Zwar hält der Liberalismus im Bereich des Personen- und Familienrechts an dem konservativen Familienbild fest, versteht den Begriff der Ehe aber in einem vertragsrechtlichen Zusammenhang und nicht mehr als überindividuelle Institution.

## Kritik

### Marxismus
Ein Einwand, der vor allem von marxistischen Kritikern vorgebracht wird, ist, dass der philosophische Liberalismus eine rein formale Freiheit befürwortet. Kritiker wenden dagegen ein, dass es  neben formalen Freiheiten (z. B. das Recht auf Freizügigkeit) auch reale Freiheiten (z. B. die wirtschaftliche Fähigkeit, sich tatsächlich zu bewegen) gibt. Die Kritik wirft Liberalen vor, dass sie die Rechte des Einzelnen bevorzugen, ohne sich um die Existenzbedingungen dieser Individuen in der Gesellschaft zu kümmern.
Der konservative Rechtsphilosoph Michel Villey stimmt in diesem Punkt mit Marxisten überein, die argumentieren, dass formelle liberale Rechte, wenn sie allen zugutekommen sollen, in Wirklichkeit nur denen zugutekommen, die sie materiell ausüben können: den Reichen oder den Eigentümern. Villey kritisiert diese negative Freiheit, d. h. das Fehlen jeglicher sozialer Verantwortung und Beschränkung.

### Nihilismus
Für Leo Strauss stehen der antike (klassische Republikanismus) und der moderne Liberalismus radikal im Gegensatz. Strauss wirft dabei dem modernen Liberalismus vor, eine Form des Nihilismus zu sein, der die Arbeit und die Herrschaft des Nützlichen verherrliche. Für die Alten verwirklichte sich der Mensch nicht durch Arbeit, sondern kultivierte seine Individualität, indem er Wissen um seiner selbst willen suchte. Freiheit wird dabei als Privileg und nicht als etwas Erworbenes wahrgenommen. Die Freiheit der Alten konzentrierte sich auf Staatsbürgerkunde und Vernunft, während die Freiheit der Modernen auf dem Gesellschaftsvertrag und der liberalen Demokratie basierte. Für die Modernen (klassische und zeitgenössische Liberale) ist Freiheit dabei wesentlich negativ.

### Kommunitarismus
Kommunitaristische Autoren wie Charles Taylor argumentieren, dass die individualistischen Voraussetzungen des Liberalismus keine reale Entsprechung haben: Die grundlegende soziale Einheit ist nach ihren Reflexionen im Wesentlichen die Gruppe, und das Individuum kann nicht allein auf der Grundlage des Individualismus erfasst werden. Abhängig von der betrachteten Gruppe gelten unterschiedliche Spielarten des Holismus, der kollektive Realitäten wie Gesellschaften, Vereine und die Familie berücksichtigt. Den kommunitaristischen Kritikern zufolge kann das Individuum keine aktive Kraft sein oder sich prima facie als frei innerhalb einer Massengesellschaft betrachten.
Allerdings sollte Individualismus nicht mit Egoismus verwechselt werden: Individualismus ist ein von Liberalen und Libertären verteidigtes Dogma, das auf individuellen Freiheiten und Rechten basiert. Damit steht es beispielsweise im Widerspruch zum Randschen „Egoismus“.
Für Jean-Claude Michéa sind Kulturliberalismus und Wirtschaftsliberalismus zwei Seiten derselben Medaille: ein System, das keine Grenzen mehr akzeptiert. Im Gegensatz zu dem, was er die „Metaphysik des Fortschritts“ nennt und die seiner Meinung nach für die Atomisierung der heutigen Welt verantwortlich ist, setzt der Philosoph auf den „gewöhnlichen Anstand“ der Arbeiter- und Mittelklasse.

### Klassiker des Liberalismus
- John Locke: Zwei Abhandlungen über die Regierung. Hrsg.: Walter Euchner (= Suhrkamp Taschenbuch Wissenschaft. Band 213). Suhrkamp, Frankfurt am Main 1977, ISBN 3-518-27813-4 (britisches Englisch: Two Treatises of Government. 1689. Übersetzt von Hans Jörn Hoffmann).
- John Locke: Ein Brief über Toleranz. Englisch-Deutsch. Hrsg.: Julius Ebbinghaus (= Philosophische Bibliothek. Band 289). Meiner, Hamburg 1996, ISBN 3-7873-1143-2 (britisches Englisch: A Letter Concerning Toleration. 1689. Übersetzt von Julius Ebbinghaus).
- Charles-Louis de Montesquieu: Vom Geist der Gesetze (= Reclams Universal-Bibliothek. Band 8953). Reclam, Stuttgart 2011, ISBN 978-3-15-008953-8 (französisch: De L'esprit des Loix. 1748. Übersetzt von Kurt Weigand).
- Adam Smith: Untersuchung über Wesen und Ursachen des Reichtums der Völker. Hrsg.: Erich W. Streissler (= Uni-Taschenbücher. Band 2655). Mohr Siebeck, Tübingen 2005, ISBN 3-8252-2655-7 (britisches Englisch: An Inquiry to the Nature and Causes of the Wealth of Nations. 1776. Übersetzt von Monika Streissler).
- Mary Wollstonecraft: Die Verteidigung der Frauenrechte. Hrsg.: Ursula I. Meyer (= Philosophinnen. Band 21). ein-FACH-verlag, Aachen 2008, ISBN 978-3-928089-48-7 (britisches Englisch: A Vindication of the Rights of Woman. With Strictures on Political and Moral Subjects. 1792. Übersetzt von Petra Altschuh-Riederer).
- Wilhelm von Humboldt: Ideen zu einem Versuch, die Grenzen der Wirksamkeit des Staats zu bestimmen (= Reclams Universal-Bibliothek. Band 1991). Reclam, Stuttgart 1978, ISBN 3-15-001991-5 (deutsch: Ideen zu einem Versuch, die Grenzen der Wirksamkeit des Staats zu bestimmen. 1792.).
- John Stuart Mill: Über die Freiheit. Hrsg.: Horst D. Brandt (= Philosophische Bibliothek. Band 583). Meiner, Hamburg 2011, ISBN 978-3-7873-2194-0 (britisches Englisch: On Liberty. 1859. Übersetzt von Else Wentscher).
- John Stuart Mill: Grundsätze der politischen Ökonomie. Hrsg.: Michael S. Aßländer, Hans G. Nutzinger. Band 1-3, 2016, ISBN 978-3-7316-1103-5.
- Ludwig von Mises: Liberalismus, 1927; online Ausgabe, Sankt Augustin, Academia 1993, ISBN 3-88345-428-1 PDF; 950 kB
- Milton Friedman: Kapitalismus und Freiheit. Piper, München/Zürich 2003, ISBN 3-492-23962-5.
- Karl Popper: Die Offene Gesellschaft und ihre Feinde. Hrsg.: Hubert Kiesewetter (= Gesammelte Werke von Karl R. Popper in deutscher Sprache. 5 und 6). Mohr Siebeck, Tübingen 2003 (englisch: The Open Society and Its Enemies. 1945.).
  - Der Zauber Platons (= Die Offene Gesellschaft und ihre Feinde. Band 1). 2003, ISBN 3-16-148068-6 (englisch: The Spell of Plato.).
  - Falsche Propheten. Hegel, Marx und die Folgen (= Die Offene Gesellschaft und ihre Feinde. Band 2). 2003, ISBN 3-16-148069-4 (englisch: Hegel and Marx.).
- Friedrich August von Hayek: The Road to Serfdom 1944, deutsch: Der Weg zur Knechtschaft. Olzog, München 2007, ISBN 978-3-7892-8227-0.
- Friedrich August von Hayek: Die Verfassung der Freiheit. Hrsg.: Alfred Bosch, Reinhold Veit (= Gesammelte Schriften Friedrich von Hayeks in deutscher Sprache. Band 3). Mohr Siebeck, Tübingen 2005, ISBN 3-16-148628-5 (deutsch: Die Verfassung der Freiheit. 1960.).
- John Rawls: Eine Theorie der Gerechtigkeit (= Suhrkamp-Taschenbuch Wissenschaft. Band 271). Suhrkamp, Frankfurt am Main 1979, ISBN 3-518-27871-1 (amerikanisches Englisch: A Theory of Justice. 1971. Übersetzt von Hermann Vetter).
- John Rawls: Politischer Liberalismus (= Suhrkamp-Taschenbuch Wissenschaft. Band 1642). Suhrkamp, Frankfurt am Main 2003, ISBN 3-518-29242-0 (amerikanisches Englisch: Political Liberalism. 1993. Übersetzt von Wilfried Hinsch).
- Robert Nozick: Anarchie, Staat, Utopia. Olzog, München 2011, ISBN 978-3-7892-8099-3 (amerikanisches Englisch: Anarchy, State, and Utopia. 1974. Übersetzt von Hermann Vetter).

#### Vorläufer
- Thomas Hobbes: Vom Bürger. In: Hermann Klenner (Hrsg.): Elemente der Philosophie III (= Philosophische Bibliothek). Band 158. Meiner, Hamburg 1984, ISBN 3-7873-1166-1, S. 59–328 (Latein: De Cive. 1642. Übersetzt von Jutta Schlösser).
- Thomas Hobbes: Leviathan. Hrsg.: Hermann Klenner (= Philosophische Bibliothek. Band 491). Meiner, Hamburg 2004, ISBN 3-7873-1699-X (britisches Englisch: Leviathan or The Matter, Forme and Power of a Common Wealth Ecclesiasticall and Civil. 1651. Übersetzt von Jutta Schlösser).

### Weitere Werke
- Frank Bösch, Thomas Hertfelder, Gabriele Metzler (Hrsg.): Grenzen des Neoliberalismus. Der Wandel des Liberalismus im späten 20. Jahrhundert (= Zeithistorische Impulse. Band 13). Steiner, Stuttgart 2018, ISBN 978-3-515-12085-2.
- Klaus von Beyme: Liberalismus. Theorien des Liberalismus und Radikalismus im Zeitalter der Ideologien 1789–1945. Springer VS, Wiesbaden 2013, ISBN 978-3-658-03052-0.
- Anselm Doering-Manteuffel, Jörn Leonhard (Hrsg.): Liberalismus im 20. Jahrhundert (= Wissenschaftliche Reihe der Stiftung Bundespräsident-Theodor-Heuss-Haus. Band 12). Steiner, Stuttgart 2015, ISBN 978-3-515-11072-3.
- Edmund Fawcett: Liberalism. The Life of an Idea. Princeton University Press, Princeton / Oxford 2014, ISBN 978-0-691-15689-7.
- Michael G. Festl: Handbuch Liberalismus. Metzler, Berlin 2021, ISBN 978-3-476-05797-6.
- Lothar Gall (Hrsg.): Liberalismus. Kiepenheuer & Witsch, Köln 1976; 3. Auflage. Athenäum, Königstein im Taunus 1985, ISBN 978-3-7610-7255-4.
- Bernd Heidenreich (Hrsg.): Liberalismus (= Politische Theorien des 19. Jahrhunderts. Band 2). Hessische Landeszentrale für Politische Bildung, Wiesbaden 1999, ISBN 978-3-927127-31-9.
- Dieter Langewiesche (Hrsg.): Liberalismus im 19. Jahrhundert. Deutschland im europäischen Vergleich (= Kritische Studien zur Geschichtswissenschaft. Band 79). Vandenhoeck & Ruprecht 1988, ISBN 978-3-525-35741-5 (Digitalisat).
- Jörn Leonhard: Liberalismus. Zur historischen Semantik eines europäischen Deutungsmusters. Oldenbourg, München 2001, ISBN 978-3-486-56533-1.
- Ralph Raico: Die Partei der Freiheit. Studien zur Geschichte des deutschen Liberalismus. Lucius & Lucius, Stuttgart 1999, ISBN 978-3-8282-0042-5 (Digitalisat).
- Helena Rosenblatt: The Lost History of Liberalism. From Ancient Rome to the twenty-first Century. Princeton University Press, Princeton / Oxford 2018, ISBN 978-0-691-17070-1.
- Guido de Ruggiero: Geschichte des Liberalismus in Europa. Drei Masken Verlag, München 1930; Nachdruck. Scientia, Aalen 1964, DNB 454229607.
- Gerhard Schwarz, Gerd Habermann, Claudia Aebersold Szalay (Hrsg.): Die Idee der Freiheit. Eine Bibliothek von 111 Werken der liberalen Geistesgeschichte. Frankfurter Allgemeine Buch, Frankfurt am Main 2006, ISBN 978-3-89981-136-0.
- Rolf Steltemeier: Liberalismus. Ideengeschichtliches Erbe und politische Realität einer Denkrichtung. Nomos, Baden-Baden 2015, ISBN 978-3-8487-2236-5.
- Rudolf Vierhaus: Liberalismus. In: Geschichtliche Grundbegriffe. Historisches Lexikon zur politisch-sozialen Sprache in Deutschland. Band 3. Klett-Cotta, Stuttgart 1982, ISBN  978-3-12-903870-3, S. 741–785.
- Rudolf Walter: Wirtschaftlicher Liberalismus. In: Geschichtliche Grundbegriffe. Historisches Lexikon zur politisch-sozialen Sprache in Deutschland. Band 3. Klett-Cotta, Stuttgart 1982, ISBN 978-3-12-903870-3, S. 787–815.